# Messico
Il Messico (in spagnolo México), denominato ufficialmente Stati Uniti Messicani (in spagnolo Estados Unidos Mexicanos; in nahuatl Mexika Sentik Wexteyowalko), è una repubblica federale presidenziale composta da 32 entità federative (31 stati più Città del Messico). Secondo la Costituzione messicana, la sede dei poteri della federazione e capitale dello Stato è Città del Messico. Occupa la parte meridionale dell'America settentrionale e la parte settentrionale dell'America Latina. Il Messico è delimitato a nord dal confine con gli Stati Uniti d'America, a est dal golfo del Messico e dal Mare Caraibico, a sud-est dal Belize e dal Guatemala e a ovest dall'Oceano Pacifico. Con una superficie di 1972550 km², il Messico è il 14º Stato più esteso del mondo, mentre con più di 129976000 abitanti,oltreché ad essere il 10º Stato più popoloso del mondo, è anche lo Stato ispanofono più popoloso, il terzo stato più popoloso del continente americano dopo gli Stati Uniti e il Brasile e il secondo Stato cattolico più popoloso dopo il Brasile. Lo spagnolo è parlato in Messico con molte lingue indigene, ufficialmente riconosciute.
L'insediamento umano in questo territorio risale a circa undicimila anni fa e da allora si succedettero svariati popoli, sia agricoltori della Mesoamerica sia nomadi. Dopo la conquista spagnola, il Messico cominciò la sua lotta per l'indipendenza politica nel 1810. In seguito, per quasi un secolo il Paese è stato coinvolto in una serie di guerre interne e d'invasioni straniere che hanno avuto un impatto forte in tutti gli ambiti della vita messicana. Per la maggior parte del XX secolo (principalmente per la prima metà) si assistette a un periodo di forte crescita economica nel contesto di una politica dominata da un unico partito politico.
Per volume di prodotto interno lordo (PIL) nominale, il Messico è considerata la quattordicesima economia mondiale. Tuttavia la distribuzione della ricchezza è estremamente diseguale, tanto che gli indici di sviluppo umano possono variare enormemente fra zona e zona del Paese. Per una buona parte del XX secolo la principale fonte di ricchezza del Paese è stato il petrolio, anche se il processo di industrializzazione del Paese ha permesso la diversificazione dell'economia. Le rimesse dei lavoratori all'estero sono aumentate di anno in anno e rappresentano il 3% del PIL, costituendo un'importante fonte di valuta estera per il Paese accanto ai proventi delle esportazioni di petrolio e del turismo. Dopo la cattura di Pablo Escobar, la lotta per il controllo delle rotte della droga per gli Stati Uniti d'America attraverso il Messico ha prodotto una vera e propria guerra civile tra i vari cartelli della droga, che ha portato a oltre 110000 morti.
Il Messico è uno dei Paesi più diseguali del mondo. Lo 0,3% della popolazione possiede il 59,5% della ricchezza del Paese, mentre 46,8 milioni di persone vivono in povertà (2024). La disuguaglianza è considerata il principale fattore alla base della criminalità in Messico.
Il Messico è una potenza regionale e uno dei quattro Paesi dell'America Latina insieme al Cile, la Colombia e la Costa Rica a essere membro dell'Organizzazione per la cooperazione e lo sviluppo economico (OCSE).

## Etimologia
Dalla sua creazione come Stato federale il nome ufficiale del Paese è Stati Uniti Messicani, anche se nella Costituzione del 1824 venivano utilizzate indiscriminatamente le espressioni di Nazione Messicana e Stati Uniti Messicani (Nación Mexicana e Estados Unidos Mexicanos). La Costituzione del 1857 ufficializzò l'uso del nome Repubblica Messicana, sebbene nel testo si usasse anche l'espressione Stati Uniti Messicani. La Costituzione vigente, promulgata nel 1917, stabilì che il nome ufficiale del Paese fosse Stati Uniti Messicani.
La parola Messico deriva da Mēxihco [me:ʃiʔko], nome con il quale gli Aztechi designavano la loro capitale. Ci sono diverse ipotesi circa il significato della parola Mēxihco e un'etimologia proposta suggerisce che potrebbe essere interpretato come "luogo [dove vive] Mēxitli (o Mēxtli, o Metztli)", un nome della divinità della guerra degli Aztechi. Un'altra corrente individua le parole metztli (luna), xictli (centro) e -co (in, il posto): in questo modo il nome Messico significherebbe "Nel centro della Luna" o "Nel centro del lago della luna", tuttavia quest'ultima interpretazione è scarsamente riconosciuta.
Alcuni autori (soprattutto in Spagna) preferiscono la variante Méjico al vero e corretto termine México. Entrambe le forme sono ritenute corrette dalla lingua spagnola, che comunque suggerisce la forma México e l'uso della "x" in tutte le parole da essa derivate. Storicamente la maggior parte dei Paesi di lingua spagnola usa la "x".

## Storia

### Epoca preispanica e civiltà pre-colombiane

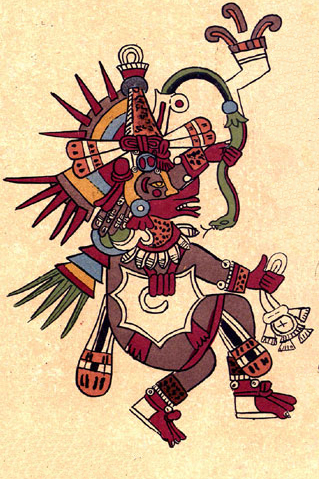
Quetzalcoatl, una delle principali divinità della Mesoamerica

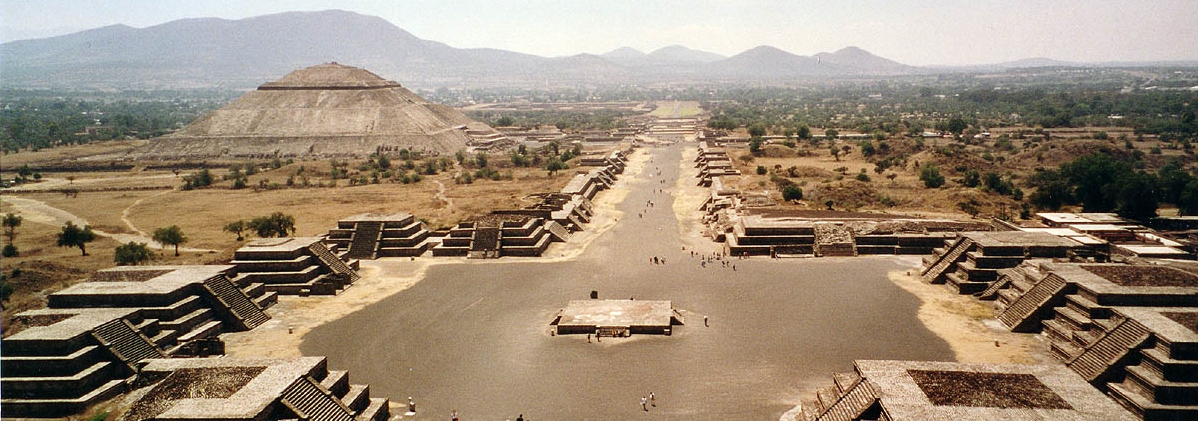
Teotihuacan, costruita tra il 300 e il 150 a.C.

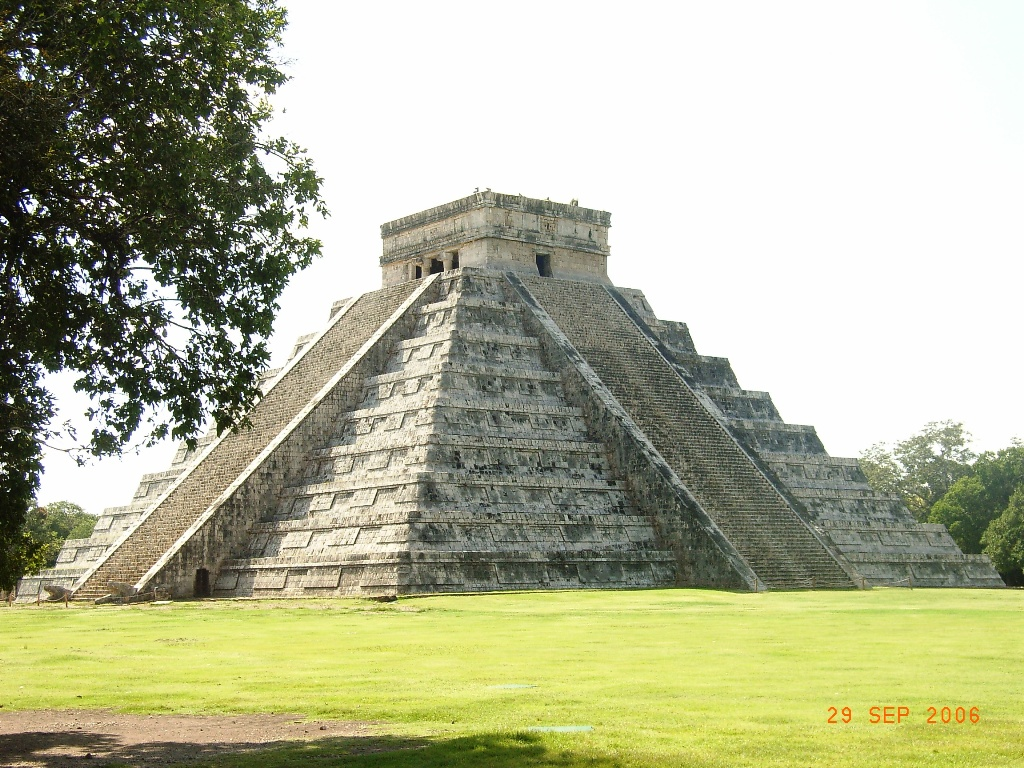
El Castillo nella città di Chichén Itzá (città maya)

Il passato del Messico mostra una grande diversità di civiltà. Come il resto d'America, i primi abitanti del Paese furono probabilmente dei cacciatori asiatici che attraversarono lo stretto di Bering al momento delle grandi glaciazioni. Il territorio messicano fu abitato da cacciatori e raccoglitori a partire da circa 11000 anni fa. L'agricoltura cominciò a svilupparsi nel IX millennio a.C., anche se la coltivazione del mais, la più importante della regione, non si iniziò fino al V millennio a.C. Il vasellame, importante segno della nascita di una società sedentaria, fu introdotto attorno al 2500 a.C., che viene accettata come data di inizio della civiltà mesoamericana. Mentre le popolazioni del deserto del nord continuarono a sopravvivere grazie a caccia e raccolta, nella parte meridionale del Messico l'agricoltura permise la transizione dalle società egualitarie del periodo preclassico antico (tra il XXV e il XVI secolo a.C.) – basate sulle differenze di genere, età e parentela – alle società più complesse del periodo preclassico mediano.
Dal XII secolo a.C. fino alla conquista spagnola nel 1492 il Messico fu la patria di civiltà avanzate.

#### Gli Olmechi (apogeo dal 1200 a.C. al 500 a.C.)
La cultura e l'arte olmeca sono ancora poco conosciuti. Sebbene i loro resti siano pochi (testa olmeca di La Venta, si veda in particolare il Museo di Antropologia di Xalapa), si stima che la loro influenza sulla civiltà degli altri Paesi sia stata decisiva (l'invenzione della scrittura e del calendario, il culto del giaguaro e il dio della pioggia). Tutte le civiltà della Mesoamerica pertanto fanno riferimento a quella olmeca.

#### La civiltà di Teotihuacán (100 a.C. al 650 d.C.)
Teotihuacan fu la più grande città-Stato pre-colombiana e dominò la civiltà che porta lo stesso nome. Costituisce uno dei siti archeologici più visitati del Messico. Fece sentire la propria influenza dal Nuovo Messico alla Costa Rica. Nell'VIII secolo Teotihuacan cominciò a decadere e nella regione sorsero diversi Stati ostili fra loro. Nel X secolo questi Stati avevano esaurito le proprie forze, proprio mentre dal deserto del nord giungevano le prime tribù chichimeche. Nel frattempo, nel nord-est i popoli Oasisamericani crearono una civiltà propria, le cui vestigia più importanti in territorio messicano sono localizzate a Paquimé.

#### Zapotechi (apogeo dal 200 al 700)
Stanziatisi prevalentemente nell'odierno Stato di Oaxaca, si costituirono in città-stato teocratiche. Oggi 400000 persone parlano ancora lo zapoteco. Uno dei principali siti archeologici è quello di Monte Albán.

#### I Maya (apogeo dal 200 al 900)
Quella Maya fu una delle civiltà più evolute dell'epoca pre-colombiana, caratterizzata dallo sviluppo di importanti centri cerimoniali (il cui simbolo è il tempio a forma di piramide a gradoni). Fondarono la città di Chichén Itzá, una delle più importanti città del Messico pre-ispanico, e Palenque.

#### I Toltechi (apogeo dal 1000 al 1200)
I Toltechi inaugurarono l'era dei sacrifici umani, ponendo fine ai riti pacifici. La capitale tolteca fu la città di Tula.

#### Gli Aztechi (apogeo dal 1200 al 1500)
Questo popolo passò nel giro di poco meno di 200 anni dallo status di tribù nomade a quello di impero esteso su un vasto territorio del Messico centrale. La capitale dell'impero azteco fu Tenochtitlán, che divenne l'odierna Città del Messico dopo la sua distruzione nel 1521 per opera dei conquistadores spagnoli. L'impero crollerà poco dopo, nel 1525.

### La conquista

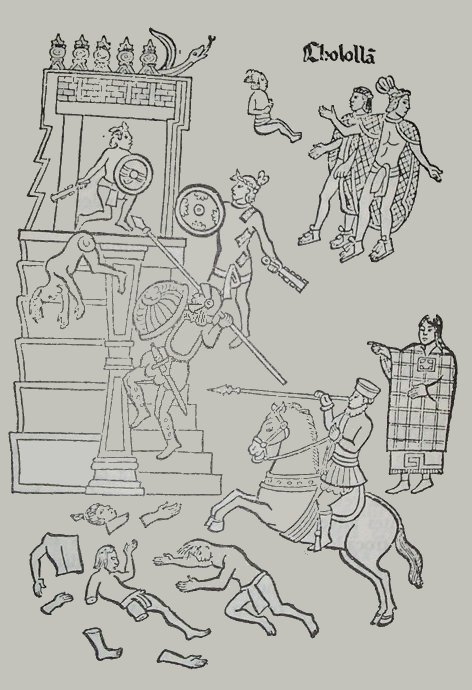
Massacro di Cholula

Nel 1517 gli spagnoli con Francisco Hernández de Córdoba raggiunsero la costa della penisola dello Yucatán provenienti da Cuba. Diego Velázquez de Cuéllar inviò quattro navi comandate dal nipote Juan de Grijalva nel 1518. Una terza spedizione del 1519, guidata da Hernán Cortés, prese terra a Cozumel. Gli spagnoli inizialmente vennero accolti pacificamente dall'imperatore azteco Montezuma, poiché in base a segni premonitori e ad antiche leggende gli uomini di Cortes vennero scambiati per emissari di Quetzalcoatl, una delle principali divinità azteche.
Cuitláhuac e Cuauhtémoc furono gli ultimi leader dell'Impero azteco. Il primo venne sconfitto dagli invasori il 30 giugno 1520, e morì poco dopo durante l'epidemia di vaiolo. Cuauhtémoc, abbandonato dalla maggior parte dei suoi alleati, venne catturato e ucciso dagli spagnoli nel 1521. Nell'autunno del 1521 cadde l'Impero azteco per opera degli eserciti spagnoli composti principalmente da tlaxcalteca. Dopo due mesi e mezzo di assedio, Tenochtitlán fu espugnata, e nel giro di un anno gli spagnoli presero il controllo dell'intero Paese e in seguito procedettero alla sottomissione dei regni indipendenti. Quasi tutti i popoli mesoamericani vennero assoggettati nei cinque anni successivi alla caduta di Tenochtitlan. Tuttavia i gruppi semi-nomadi del Nord continuarono la resistenza fino quasi al XX secolo, quando gli Yaqui negoziarono l'armistizio con l'esercito messicano.
I soldati spagnoli arrivarono accompagnati dai missionari che procedettero alla conversione degli indigeni al cattolicesimo. Tra i religiosi che giunsero nel Paese vi furono: Vasco de Quiroga, Motolinía, Martín de Valencia, Bernardino de Sahagún, Diego de Landa, Junípero Serra, Sebastián de Aparicio e Bartolomé de Las Casas.

### Vicereame della Nuova Spagna

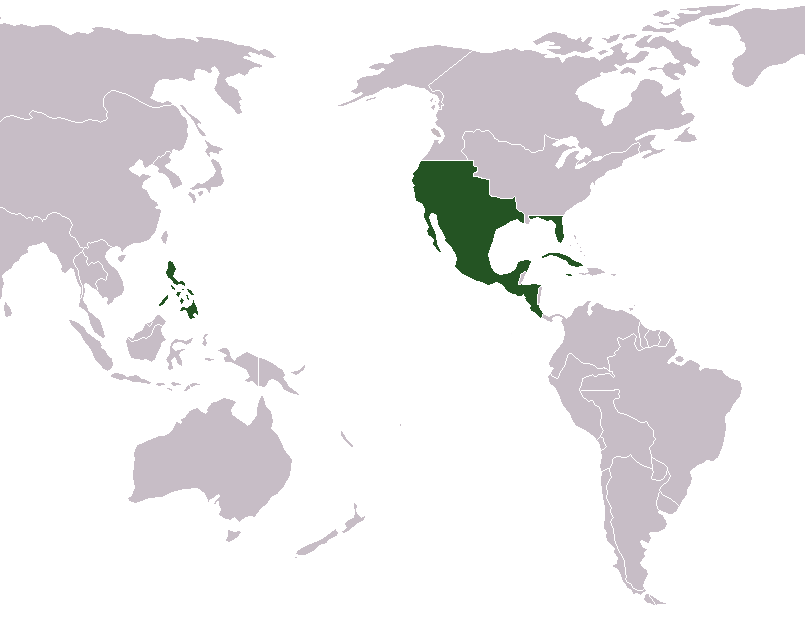
La Nuova Spagna

Dopo la caduta di Tenochtitlán, Hernán Cortés s'impossessò del governo del Paese proclamandosi comandante generale e cominciando la conquista di un vasto impero coloniale conosciuto con il nome di Nuova Spagna. Il territorio, oltre al Messico arrivò a coprire gran parte del Sud degli odierni Stati Uniti, (tra cui: California, Arizona, Nuovo Messico e Texas). Vennero fondate alcune delle principali città messicane, come Città del Messico (sulle rovine di Tenochtitlán), Guadalajara, Puebla e Monterrey, Querétaro.
Dal 1535 l'amministrazione della Nuova Spagna venne affidata a un viceré. Il primo fu Antonio de Mendoza nominato da Carlo V.
Durante questo periodo, la madrepatria spagnola si arricchì grazie alle attività minerarie (oro e argento) e all'agricoltura (coltivazione di canna da zucchero e cacao). Porte di accesso al commercio del Paese furono Veracruz (sul golfo del Messico) e Acapulco (sull'Oceano Pacifico). Sul piano umano la popolazione indigena si ridusse dell'80% a causa delle epidemie e dei massacri. Si stima che prima dell'arrivo degli europei il Messico centrale possedesse 25 milioni di abitanti. Di questi ne erano rimasti poco più di un milione nel 1650 circa (bisogna ricordare che una parte si fuse con i coloni spagnoli e gli schiavi africani).
I tre secoli di dominazione spagnola (1525 – 1821) hanno coinciso con l'istituzione del Messico come nazione latina, ispanica, cattolica e meticcia, così come la conosciamo oggi. L'architettura, la gastronomia, le festività, e la struttura della famiglia sono ancora in gran parte influenzate da questi tre secoli di dominazione spagnola.
Nonostante la diffusa distruzione derivante dalla colonizzazione del Messico, una forma d'arte coloniale si sviluppò dal XVI secolo.

### L'indipendenza e la nascita della Repubblica messicana

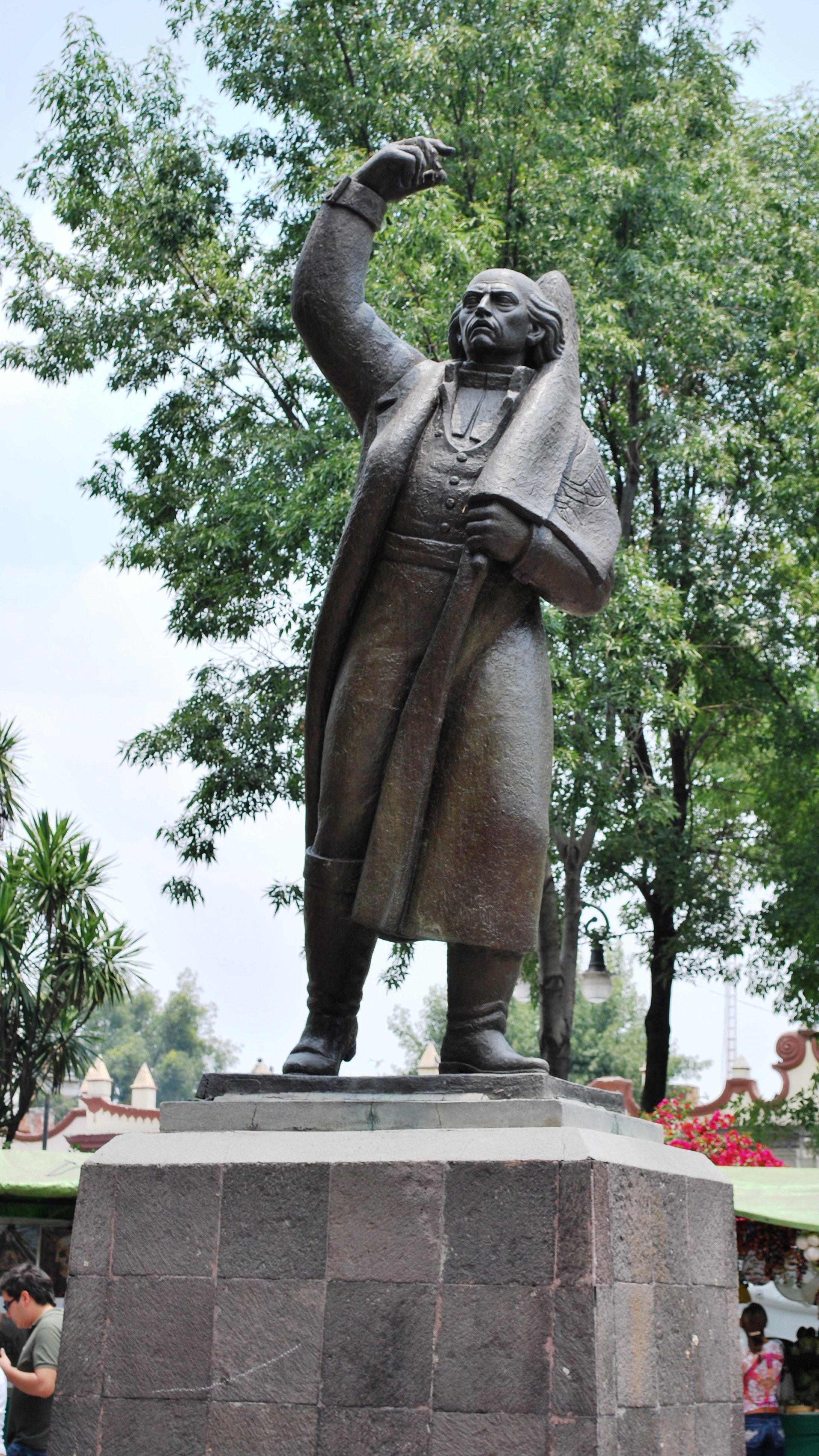
Statua di Miguel Hidalgo y Costilla

Rivolte separatiste scoppiarono contemporaneamente in diverse regioni dell'America Latina, tra cui il Messico. Nel 1809 morì l'eroe indipendentista Melchor de Talamantes. Il 16 settembre 1810, un creolo, il sacerdote Miguel Hidalgo y Costilla (oggi eroe nazionale), partì da quella che è oggi la città di Dolores Hidalgo nello Stato di Guanajuato alla guida di un esercito formato da abitanti del villaggio e da popolazioni indigene contro la dominazione spagnola. Cominciò con successo la conquista della città, che avvenne nel 1811. Il movimento cominciò ad allargarsi. Creoli (coloni bianchi al potere dell'economia locale), meticci e indigeni si allearono contro i Gachupines (spagnoli nati nelle metropoli alla guida del potere politico). Il primo atto di indipendenza venne firmato il 6 novembre 1813, con il nome di Atto Solenne della Dichiarazione di Indipendenza del Nord America. L'atto di indipendenza del Messico fu finalmente firmato il 28 settembre 1821 e si dichiarava il paese una monarchia vacante, il cui trono fu offerto a Ferdinando VII di Spagna. In seguito, il 18 maggio 1822 la scelta cadde sul generale Agustín de Iturbide, che fu proclamato come primo imperatore del Messico indipendente con il nome di Agustín I. Non fece in tempo a consolidare il nuovo regime, che sciolse il Congresso costituente accusandolo di non riuscire a governare il paese e facendo arrestare diversi deputati. Il generale Antonio López de Santa Anna si sollevò in favore dell'istituzione repubblicana mentre venne concordato il "Piano di Veracruz" che prevedeva il ripristino del congresso democratico. Il 19 marzo 1823 l'imperatore Agustín, pressato dagli oppositori, abdicò e Santa Anna proclamò la Repubblica. Il 4 ottobre 1824 il Messico si dotò della sua prima costituzione.
Nell'autunno 1835 i coloni anglofoni del Texas (85% della popolazione) si ribellarono contro l'autorità del Messico (in seguito alla battaglia di Alamo), proclamando nel marzo 1836 la "Repubblica del Texas". Il Guatemala e l'effimera Repubblica dello Yucatán dichiararono la secessione. Quest'ultima verrà reintegrata dal Messico dopo due tentativi.

### Guerra messico-statunitense

Evoluzione del territorio messicano

Il Texas, dichiaratosi indipendente, venne in seguito annesso agli Stati Uniti. Nel 1846 il Messico rivendicò il territorio compreso tra il Rio Grande e il Rio Nueces (fiume situato 300 km a nord del Rio Grande). Scoppiò la guerra tra il Messico e gli Stati Uniti che durò dal 1846 al 1848.
Le truppe degli Stati Uniti invasero e occuparono il Paese dal 1847 al 1848. Dopo la battaglia di Chapultepec, 14 settembre 1847, le truppe degli Stati Uniti issarono la bandiera americana sul Palazzo Nazionale: Città del Messico venne occupata.
La guerra si concluse con la firma del trattato di Guadalupe Hidalgo, con il riconoscimento da parte del Messico del Rio Grande come confine con il Texas. Il Messico inoltre cedette più del 40% del suo territorio agli Stati Uniti d'America, circa 1370000 km². Gli Stati della California, Nuovo Messico, Arizona, Nevada, Utah, la maggior parte del Colorado e del Wyoming divennero territori degli Stati Uniti in seguito alla guerra messico-statunitense.
Nel 1857 venne promulgata la Costituzione, che disciplinò le istituzioni politiche messicane fino al 1917.

### Il Secondo Impero messicano
Nel dicembre 1861 Spagna, Francia e Regno Unito pretesero il pagamento dei debiti che il Messico aveva nei loro confronti e insediarono loro navi davanti al porto di Veracruz, dove imperversava il "vomito nero" (la febbre gialla). Fu permesso loro di scendere a terra per poter portare avanti le trattative.
Nonostante queste, però, nel 1862 il Paese fu invaso da una spedizione voluta da Napoleone III (Spagna e Regno Unito ritirarono invece le loro richieste) che culminò nella conquista del Paese e nella costituzione dell'Impero messicano dell'arciduca Massimiliano d'Asburgo, il quale venne poi fucilato per ordine del presidente repubblicano Benito Juárez il 19 giugno 1867 assieme ai generali conservatori Miguel Miramón e Tomás Mejía.

### La presidenza di Porfirio Díaz: El Porfiriato
Eroe della guerra contro i francesi, Porfirio Díaz divenne presidente del Messico nel 1876. La sua presidenza si protrasse fino al 1911, comportando un lungo periodo di stabilità. La sua opera si caratterizzò verso la pace, il progresso e l'apertura del Paese agli investitori stranieri. Le riforme modernizzarono e arricchirono il Paese, ma questo non andò a vantaggio di tutti e si acuì il divario tra ricchi e poveri. La ripartizione dei voti alle elezioni e l'insoddisfazione di alcuni ceti, in particolare della classe media, suscitò la Rivoluzione.
Il sistema porfiriano fu all'origine di disuguaglianze nello sviluppo che causarono tensioni: disuguaglianze tra settori (le esportazioni di prodotti minerari e materie prime crebbero notevolmente, mentre i prodotti alimentari e di consumo quotidiano divennero più scarsi) e disuguaglianze tra regioni. La produzione di mais scese da 2,5 milioni nel 1877 a 2 milioni nel 1910, mentre la popolazione aumentò (tradotto in produzione pro capite, si tratta di una diminuzione del 50%). La proprietà su larga scala fece notevoli progressi, mentre le società fondiarie accumularono milioni di ettari. Entro la fine della presidenza di Díaz, il 97% delle terre coltivabili apparteneva all'1% della popolazione e il 95% dei contadini non aveva più terra. Divennero lavoratori agricoli in enormi haciendas o formarono un misero proletariato urbano le cui rivolte verranno stroncate una ad una.

### Rivoluzione

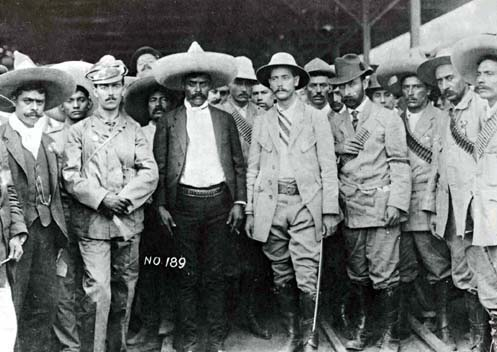
Emiliano Zapata

Porfirio Díaz, al potere da trent'anni, volle partecipare alle elezioni presidenziali del 1910, al pari di Francisco Madero. Díaz fece imprigionare Madero, per poi rilasciarlo. Díaz vinse poi le elezioni, mentre Madero raccolse solo poche centinaia di voti in tutto il Paese. Molte persone ritennero che vi fossero stati palesi brogli e, incitate da Madero, si ribellarono. Cominciò la guerra civile messicana, detta anche Rivoluzione messicana, il 20 novembre 1910.
Durante la rivoluzione maderista (la prima fase della grande Rivoluzione messicana) Díaz dovette affrontare numerose ribellioni, compresa quella di Pancho Villa a nord ed Emiliano Zapata principalmente nello Stato di Morelos. Nel maggio 1911, dopo la presa di Ciudad Juárez, Díaz, che voleva evitare una guerra civile (già in atto), scelse di andare in esilio in Francia.
La rivoluzione degenerò in una lotta di potere tra i rivoluzionari. Il presidente Francisco Madero (rivoluzionario) venne assassinato da Victoriano Huerta (reazionario) che si autoproclamò presidente. Con il Piano di Guadalupe i rivoluzionari guidati da Venustiano Carranza, Pancho Villa ed Emiliano Zapata decisero di vendicare Madero. Tuttavia, dopo la deposizione di Huerta nel 1914, i contrasti tra i Costituzionalisti di Carranza e Convenzionisti di Villa e Zapata sfociarono in una nuova sanguinosissima guerra civile. Zapata venne assassinato nel 1919, Carranza nel 1920, e Pancho Villa nel 1923.
La rivoluzione si concluderà ufficialmente nel 1917, data della nuova Costituzione del Messico, ma le violenze si protrassero fino al 1930 (assassinio di Álvaro Obregón nel 1928). Sotto i governi di Plutarco Elías Calles ed Emilio Portes Gil, inizia l'attuazione della riforma agraria riconosciuta dalla Costituzione del 1917. Le condizioni di vita migliorano e il tasso di mortalità infantile scende da 224,4 ‰ a 137,7 ‰ tra il 1923 e il 1931. Viene fatto un serio sforzo a favore dell'istruzione. Il budget per l'istruzione ammonta al 14% della spesa statale e il numero di scuole rurali è triplicato. Il tasso di alfabetizzazione degli over 10 è passato dal 25% del 1924 al 51% del 1930.

### La rivolta dei "cristeros"
Un'altra ondata di violenze seguì le misure anticlericali adottate dal governo di Plutarco Elías Calles nel 1926: la rivolta dei cristeros. Il periodo di disordini proseguì fra il 1926 e il 1929, a causa della rivolta "cristiana". La Costituzione approvata nel 1917 prevedeva una netta separazione tra Stato e Chiesa. Nel 1926, il governo volle dare piena attuazione al dettato costituzionale, giungendo a prevedere la requisizione di molti beni ecclesiastici, la chiusura di molte scuole cattoliche e la soppressione degli ordini religiosi, impedendo di fatto la possibilità di divenire frate o suora, privando dello stato civile e del diritto di voto i religiosi e arrivando ad arrestare chi avesse fatto battezzare i propri figli o chi avesse espresso l'intenzione di seguire la vita religiosa. In alcune città i dipendenti statali furono costretti a scegliere se rinunciare alla fede o al posto di lavoro.
Il mondo cattolico, dopo iniziali proteste di piazza, raccolte di firme e boicottaggi, diede vita alla Lega Nazionale per la Libertà Religiosa, composta e sostenuta dai soci dell'Azione Cattolica. In un secondo momento, visto il peggioramento delle condizioni dei cattolici e il clima di persecuzioni che si era creato, nacque un ramo favorevole ad azioni belliche, detto "cristero" (da "Viva Cristo Re", motto dei combattenti) che ingaggiò battaglie, soprattutto nel Sud del Messico, con gruppi dell'esercito per ottenere una riforma della Costituzione. Il governo represse con forza ogni forma di opposizione, dando vita a pubbliche esecuzioni, anche di esponenti non violenti della Lega, accusati soltanto di professare pubblicamente la fede cattolica.
Molti iscritti all'Azione Cattolica e alla Lega vennero beatificati, nel corso della seconda metà del Novecento, dalla Chiesa cattolica, poiché testimoniarono la propria fede fino al martirio, senza mai usare la violenza come mezzo di lotta culturale o politica. Nel 1929, impossibilitato a sedare le numerose rivolte ed essendo sul punto di perdere la guerra civile, il governo giunse a un accordo con la Chiesa cattolica, che prevedeva il rispetto, almeno formale, della libertà religiosa. Alcuni dei "cristeros" più estremisti non condivisero, però, l'accordo, continuando, ancora per un decennio, a opporsi alle scelte governative. Il governo, d'altra parte, non rispettò mai gli accordi e, cessate le ostilità, arrestò e fucilò tutti gli ex combattenti che riuscì a trovare. Le leggi anticlericali approvate da Calles rimasero comunque in vigore, nonostante la guerra civile e gli accordi.
Da ricordare, nel contesto storico, l'instancabile attività volta alla conquista dei diritti delle donne di Elvia Carrillo Puerto (1881-1967), leader del suffragio in Messico.

### Il Messico moderno
Alla morte di Álvaro Obregón, Calles divenne il Jefe máximo de la Revolución. Nel marzo del 1929 fondò il Partito Nazionale Rivoluzionario, al fine di controllare i vari politici e ponendo sé stesso a capo del partito. Al fine di evitare conflitti tra i generali nominò Presidente della Repubblica un civile, Emilio Portes Gil, per il periodo dal 1928 al 1930. Calles dovette lottare contro una cospirazione militare guidata dal generale José Gonzalo Escobar. Gli anni trenta furono segnati dalla presidenza di Lázaro Cárdenas del Río dal 1934 al 1940, che si propose di rendere il Messico un Paese socialista su imitazione dell'URSS. Il Partito Rivoluzionario Istituzionale (PRI) prese il potere nel 1946 e governò il Paese senza sosta per 54 anni fino al 2000, configurando così un regime autoritario centralista durante il quale è iniziata la guerra zapatista nel Chiapas tra gli zapatisti e il governo il 1º gennaio 1994..
Nel 1982, inoltre, Alfonso García Robles venne insignito del primo Premio Nobel per la pace per il Messico. Alle elezioni del 2000 vinse invece Vicente Fox, candidato del Partito Azione Nazionale (PAN) (conservatore cristiano-democratico), favorendo la nascita di nuovi equilibri tra partiti politici. Nel 2006 vinse nuovamente il PAN, con l'elezione di Felipe Calderón, che avviò la guerra alla droga dovuta alla presenza dei cartelli messicani specializzati in narcotraffico. Nel 2012 tornò al potere il Partito Rivoluzionario Istituzionale con la vittoria di Enrique Peña Nieto, che si presentò come personaggio in grado di dare un nuovo volto al Messico. Il 24 febbraio 2013 viene fondato il Grupos de Autodefensa Comunitaria de Michoacán per contrastare il cartello locale. Nel 2018 si è registrato un cambiamento di rotta: il partito Movimento di Rigenerazione Nazionale del socialista Andrés Manuel López Obrador ha vinto le elezioni contro il PRI e il PAN e Obrador è risultato il presidente messicano più ideologicamente a sinistra degli ultimi decenni.

## Geografia
Secondo alcuni geografi il territorio messicano fa geofisicamente parte dell'America centrale, grazie all'istmo di Tehuantepec ma geopoliticamente è considerato parte dell'America settentrionale, insieme con il Canada e gli Stati Uniti.
La sua superficie è di 1964375 km², con una superficie continentale di 1959248 km² e una insulare di 5127 km². Il Messico occupa il 14º posto tra gli Stati più estesi del mondo.
Ha un'estensione delle coste pari a 11122 km e occupa il secondo posto in America dopo il Canada per chilometri di costa.
Il territorio è in gran parte montuoso; fanno eccezione la penisola dello Yucatán e le coste sul golfo del Messico. Diversi rilievi superano i 4000 m o addirittura i 5000 m; la cima più alta è quella del Citlaltépetl (Pico de Orizaba) (5636 m) che fa parte della Fascia Vulcanica Trasversale. Le principali catene montuose sono la Sierra Madre Occidentale e la Sierra Madre Orientale, tra le quali si estende l'Altopiano Centrale del Messico (in cui sorge Città del Messico).
Fra i numerosi fiumi del Paese il più importante è il Río Bravo, che traccia il confine con gli Stati Uniti e sfocia nel Golfo del Messico.
Divise tra oceano Atlantico e oceano Pacifico si trovano numerose isole, le quali tutte assieme arrivano a una superficie di 5073 km²; le principali sono: le Revillagigedo (Socorro, Clarión, San Benedicto, Roca Partida), e le isole Marías, nel Pacifico; le isole Guadalupe, Cedros, Ángel de la Guarda, Coronado, Rocas Alijos, Isola di Tiburón, Isla del Carmen, di fronte alla penisola della Bassa California e le coste di Sonora; e quelle di Ciudad del Carmen, Cozumel, Isla Mujeres. Inoltre il Messico presenta varie paludi, lagune e deserti e anche foreste tropicali e bellissime coste.

### Morfologia

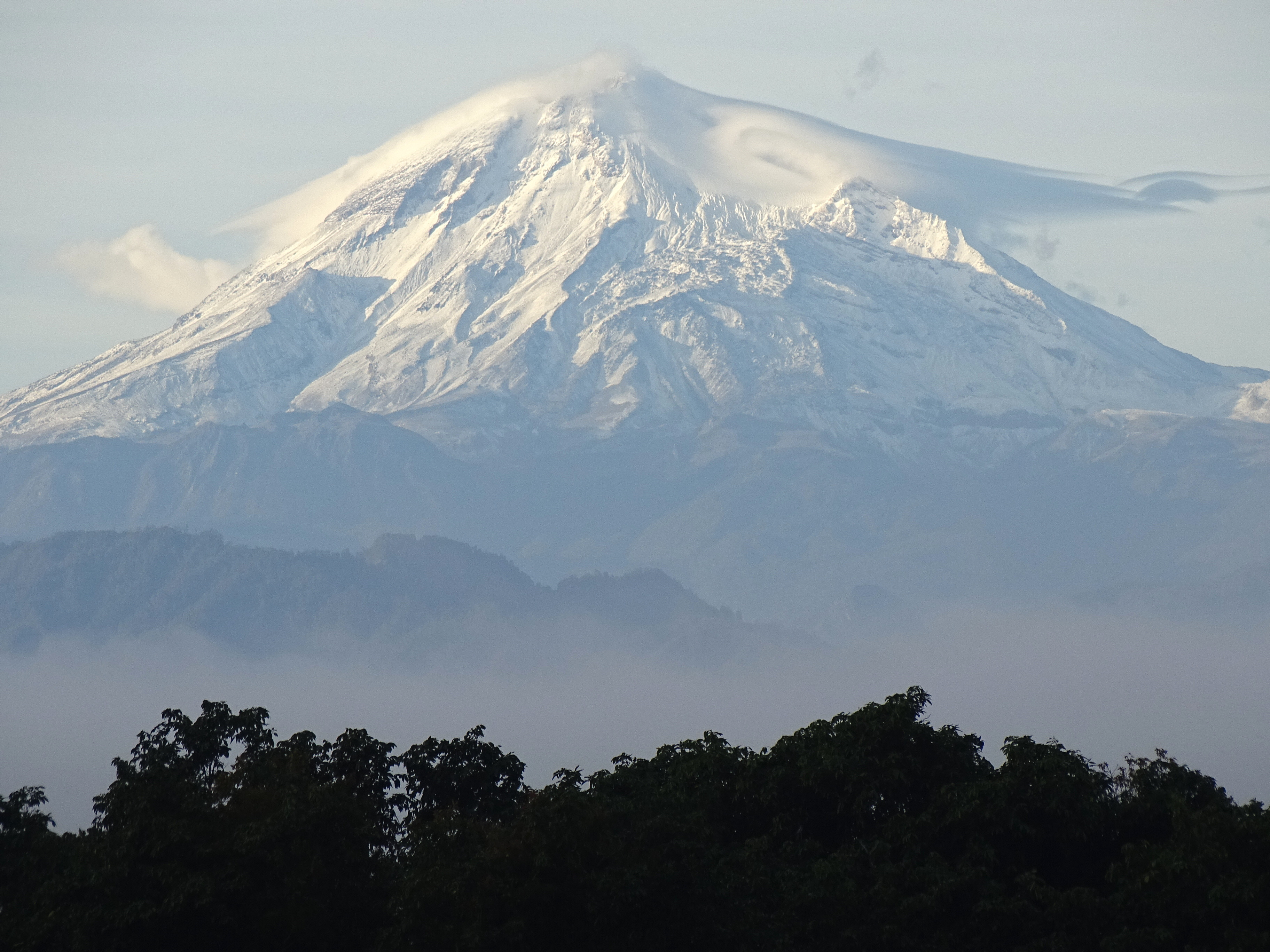
Il vulcano Citlaltépetl con i suoi sul livello del mare

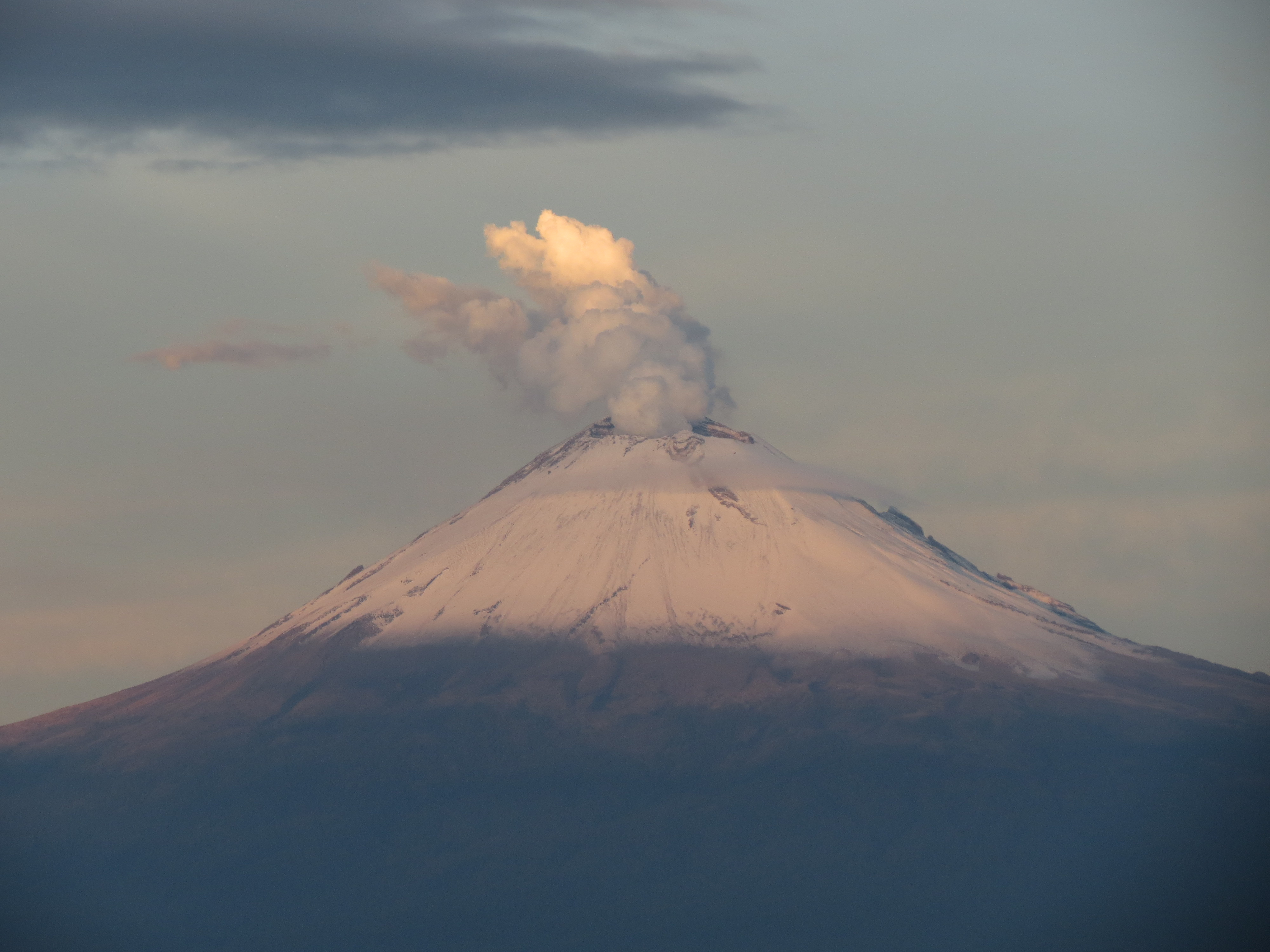
Il vulcano Popocatépetl con i suoi sul livello del mare

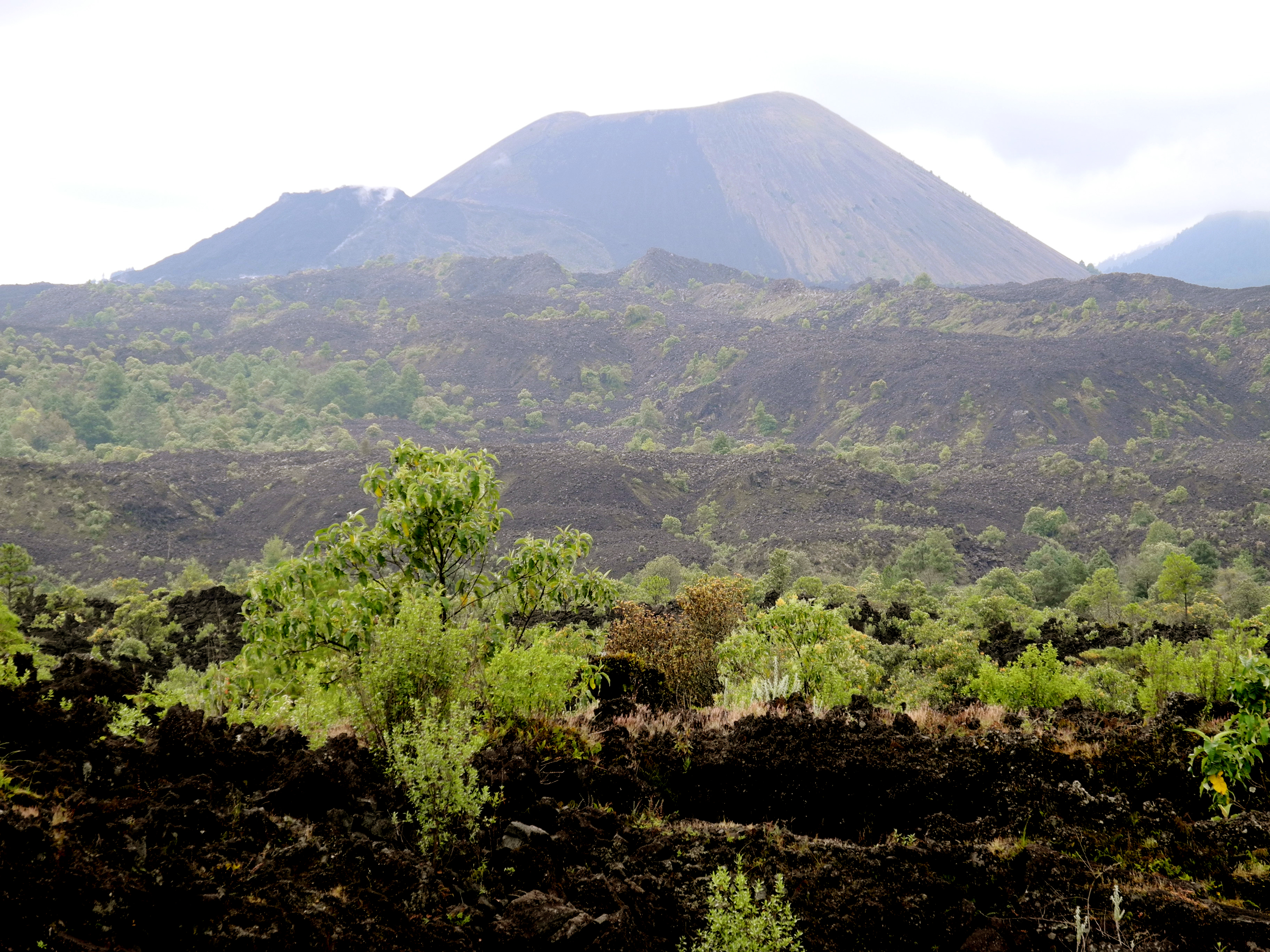
Il Parícutin

La morfologia dello Stato messicano presenta paesaggi accidentati e una moltitudine di vulcani. Il territorio è solcato dalla Sierra Madre Orientale e dalla Sierra Madre Occidentale, che sono il prolungamento delle Montagne Rocciose. La Sierra Madre Occidentale termina nel Nayarit, all'incidenza con la Fascia Vulcanica Trasversale. Da qui, parallelamente alla costa dell'oceano Pacifico, corre la Sierra Madre del Sud.
La prolungazione a sud-est della Sierra Madre Orientale è nota come Sierra Madre de Oaxaca o de Juárez che, con la Sierra Madre del Sud si conclude nell'istmo di Tehuantepec. A est di questa regione si trova l'altopiano centrale del Chiapas e la Sierra Madre de Chiapas, che ha il suo culmine nel vulcano Tacaná a 4117 m sul livello del mare.

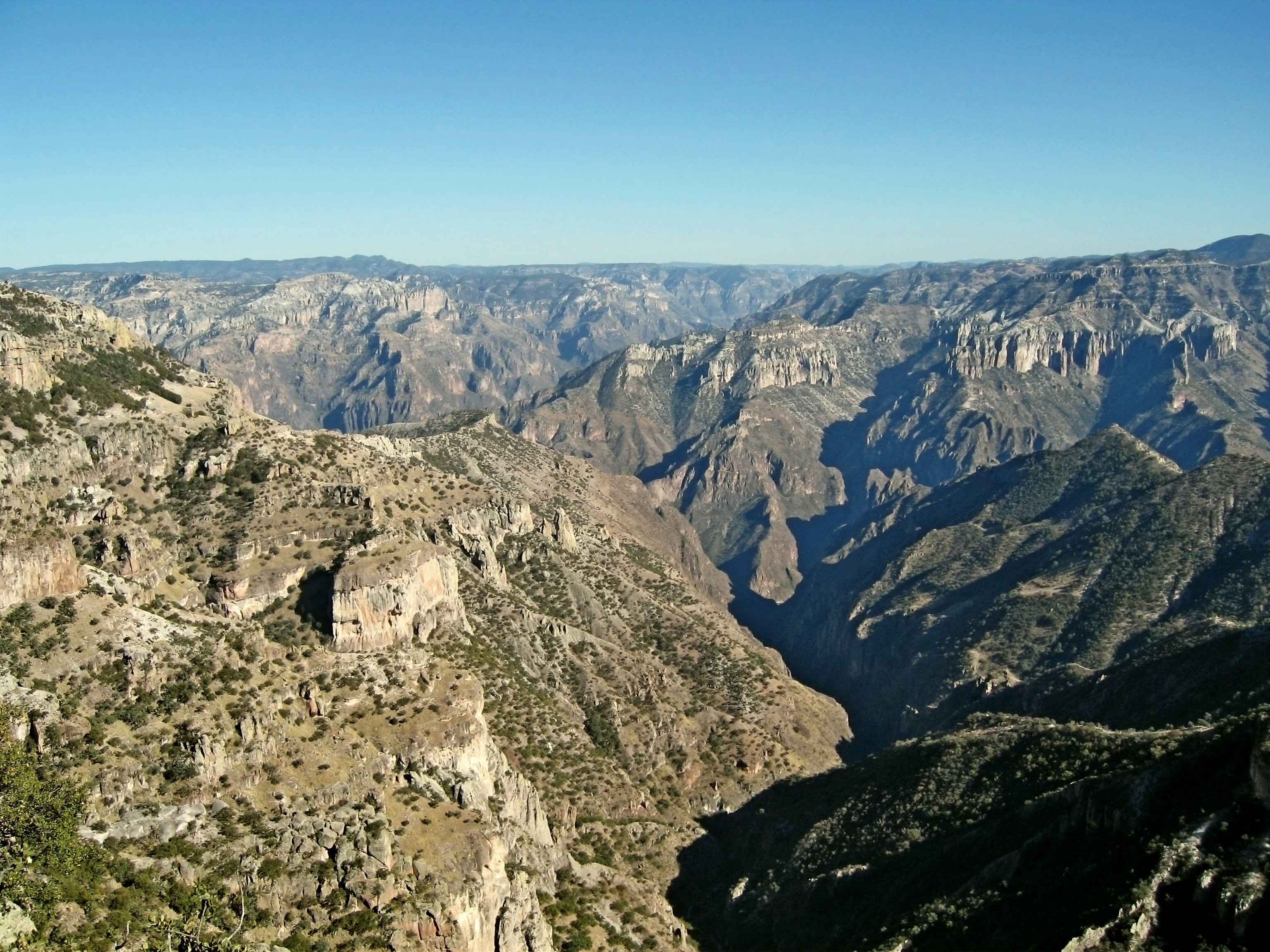
Barranca del Cobre nello stato di Chihuahua, parte della Sierra Madre Occidentale

Formazioni geografiche tra le più caratteristiche del territorio messicano sono la penisola di Bassa California nel nord-ovest e la penisola dello Yucatán a sud-est. La prima è percorsa da nord a sud da una catena montuosa che prende il nome di Sierra de Baja California, Sierra de San Francisco o de la Giganta. Il suo punto più alto è il vulcano di Tres Vírgenes. La penisola dello Yucatán, al contrario, è una piattaforma di calcare quasi completamente pianeggiante.
Situato all'interno dell'arco compreso tra la Sierra Madre Orientale, l'Occidental e la Fascia Vulcanica Trasversale si trova l'altopiano centrale del Messico, idealmente diviso in due parti dalle piccole colline di Zacatecas e San Luís. La parte settentrionale è più arida e posta a un livello altimetrico inferiore rispetto a quella meridionale. Si trova il deserto di Chihuahua e il semideserto di Zacatecas. A sud delle colline si trova una fertile regione del Bajío con numerose valli fresche o temperate, come la Meseta Tarasca, la valle di Toluca e la Poblano-Tlaxcalteca. Nella metà meridionale di questo altipiano si concentra la maggior parte della popolazione messicana.
Tra la Fascia Vulcanica Trasversale e la Sierra Madre del Sur è situata la Depresión del Balsas e la Tierra Caliente de Michoacán, Jalisco e Guerrero. A est, attraversando la Sierra Mixteca si trovano le Valli centrali di Oaxaca, circondate da montagne impervie che rendono difficile sia l'accesso sia le comunicazioni.

#### Vulcani attivi
I vulcani attivi sono:

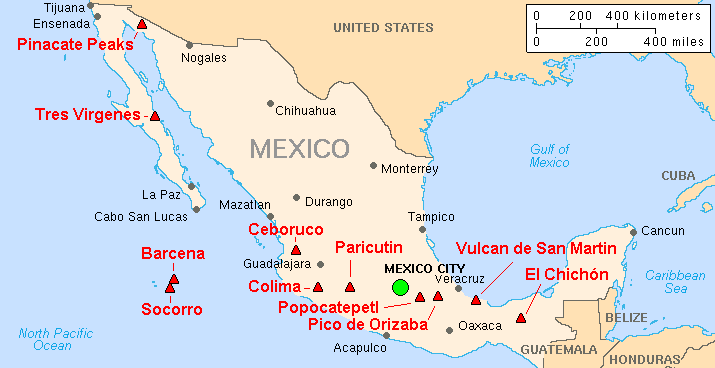
I maggiori vulcani del Messico

- El Chichonal, detto anche El Chichón, nello Stato di Chiapas.
- Tacaná, nello Stato di Chiapas.
- Parícutin, nello Stato di Michoacán.
- El Jorullo, nello Stato di Michoacán.
- Popocatépetl, nello Stato di Puebla, sul confine tra lo Stato del Messico, e Morelos.
- Cerro Prieto, nello Stato di Bassa California.
- Volcán de Colima (o Volcán de Fuego de Colima), sul confine tra gli Stati di Colima e Jalisco.
- Volcán de San Andrés, nello Stato di Michoacán.
- Volcán de San Martín, nello Stato di Veracruz.
- Derrumbado Rojo, nello Stato di Puebla.
- Villalobos, nell'isola San Benedicto (Colima).
- Evermann, nell'isola Socorro (Colima).
- Cerro Cihino, nello Stato di Jalisco.
- Ceboruco, nello Stato di Nayarit.

### Idrografia

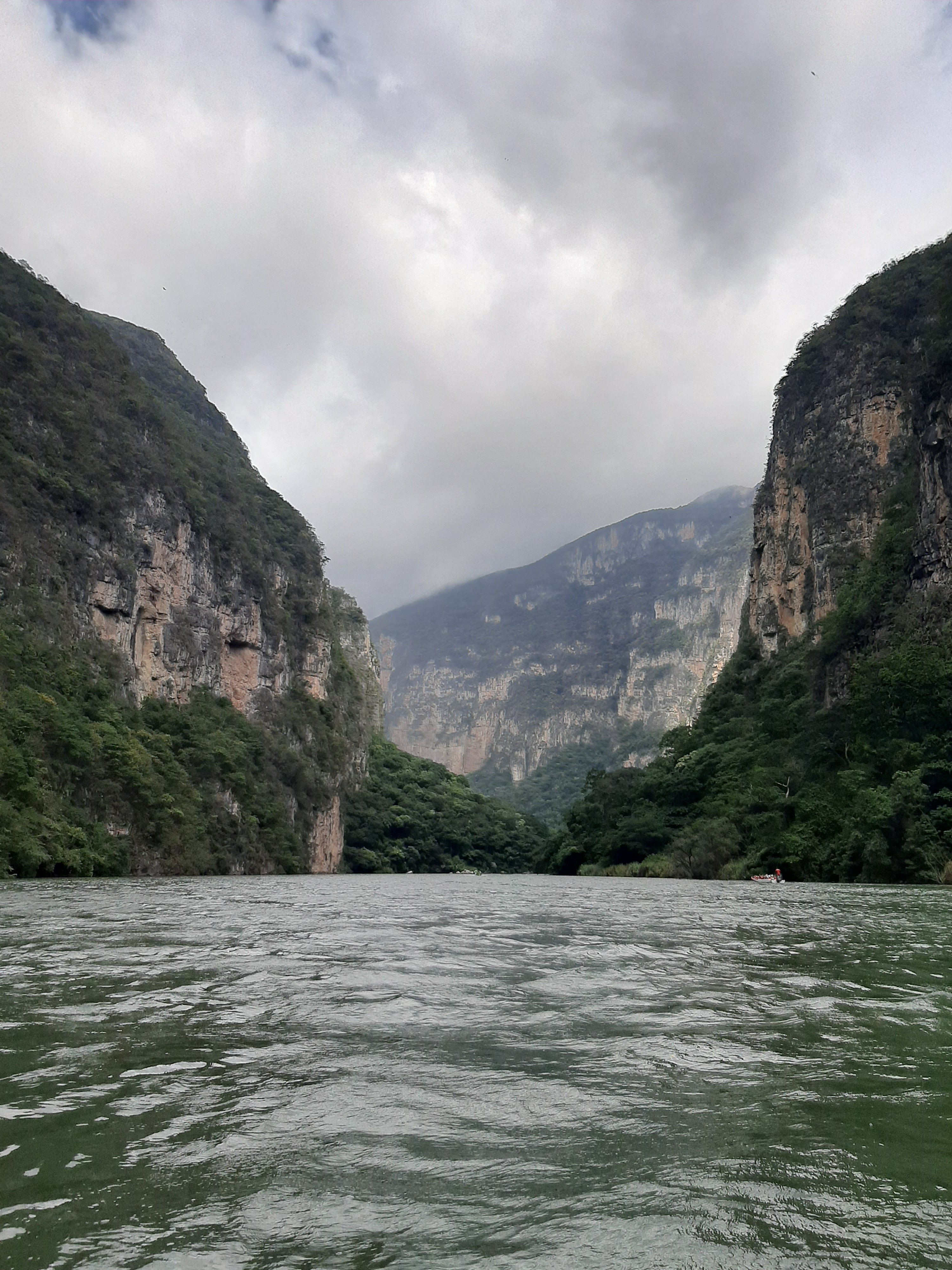
Il Cañón del Sumidero del fiume Grijalva nel Chiapas

I fiumi messicani sono raggruppati in tre bacini idrografici. Il bacino che versa nell'Oceano Pacifico, il bacino del golfo del Messico e un bacino interno. Il più lungo fiume messicano è il Rio Bravo/Grande, che getta le sue acque nel golfo del Messico. Scorre per una lunghezza di 3034 km e segna la frontiera con gli Stati Uniti d'America per buona parte del suo corso. Altri fiumi che si gettano nel golfo sono l'Usumacinta, che segna parte della frontiera con il Guatemala, il Grijalva e il Pánuco, il cui bacino appartiene alla Valle del Messico.
Nel versante Pacifico si trova il fiume Lerma che getta le sue acque nel lago di Chapala, dal quale fuoriesce il fiume Rio Grande de Santiago. Altri grandi fiumi sono il Balsas, di vitale importanza per le città degli altopiani del Messico, il Sonora, Fuerte, Mayo e Yaqui, che sostengono la prospera agricoltura nel Nord-ovest del Paese e il fiume Colorado, condiviso con Stati Uniti.
I fiumi interni, vale a dire quelli che non scorrono verso il mare, presentano spesso basse portate. Il principale è il fiume Casas Grandes che scorre tra gli Stati di Chihuahua, Nazas e Durango. La maggior parte dei fiumi in Messico presenta basse portate e quasi nessuno è navigabile.
In Messico sono presenti numerosi laghi e lagune, anche se spesso di dimensioni modeste. Il più grande corpo d'acqua interno è il lago di Chapala nello Stato di Jalisco, anche se a causa dello sfruttamento intensivo è a rischio di estinzione. Altri laghi principali comprendono il lago Patzcuaro, il lago Zirahuén e il lago Cuitzeo, tutti all'interno del Michoacán. In aggiunta, la costruzione di dighe ha portato alla formazione di laghi artificiali, come il lago de Mil Islas in Oaxaca.

### Clima
Il Messico è un Paese con una gran diversità climatica. La posizione geografica del Paese lo colloca in due zone ben distinte separate dal tropico del Cancro. Questo parallelo potrebbe separare idealmente il Paese in una regione tropicale e una regione temperata. Tuttavia, la topografia e la presenza degli oceani hanno una grande influenza nella formazione della mappa climatica messicana.

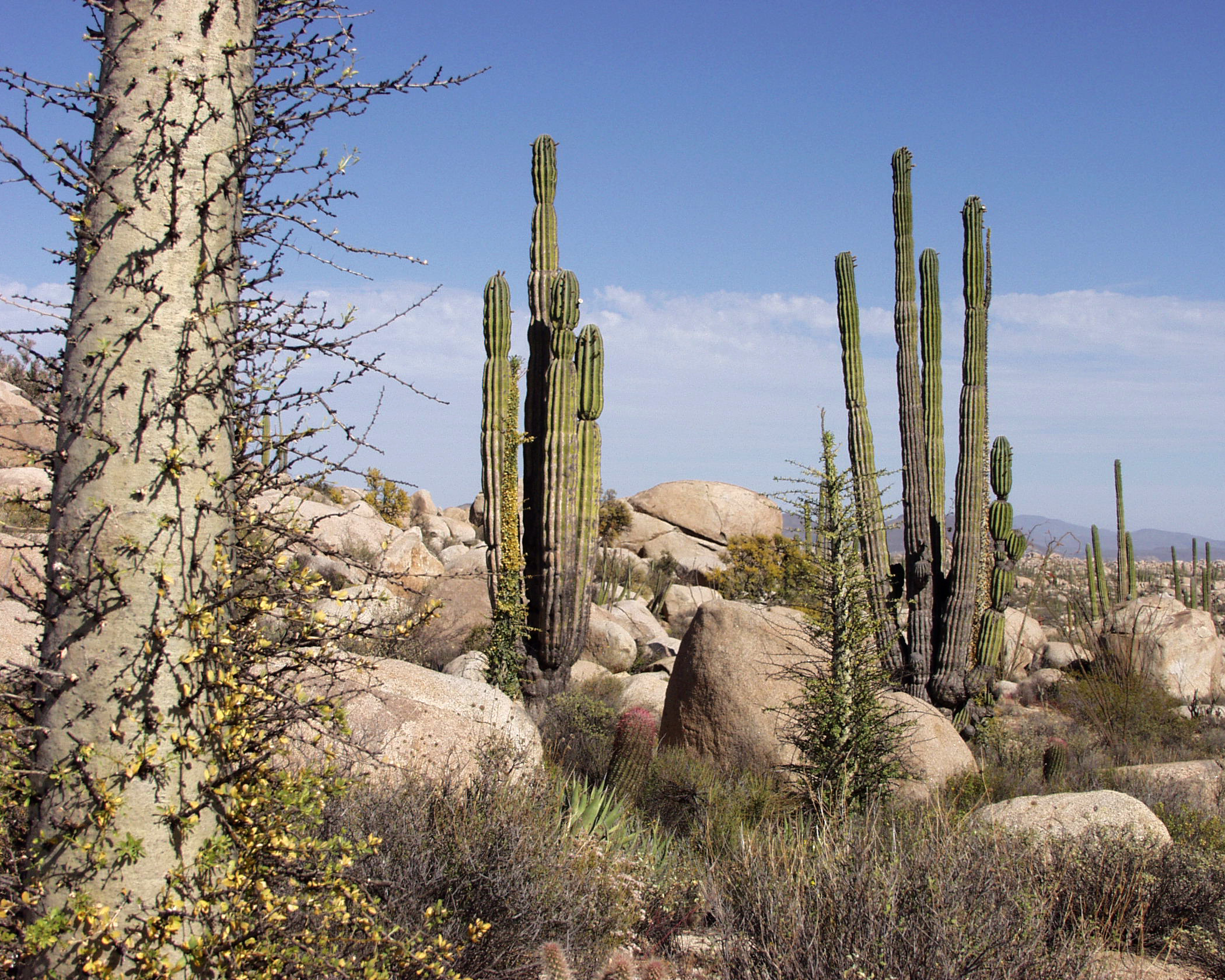
Deserto arido in Bassa California

Foresta tropicale in Chiapas

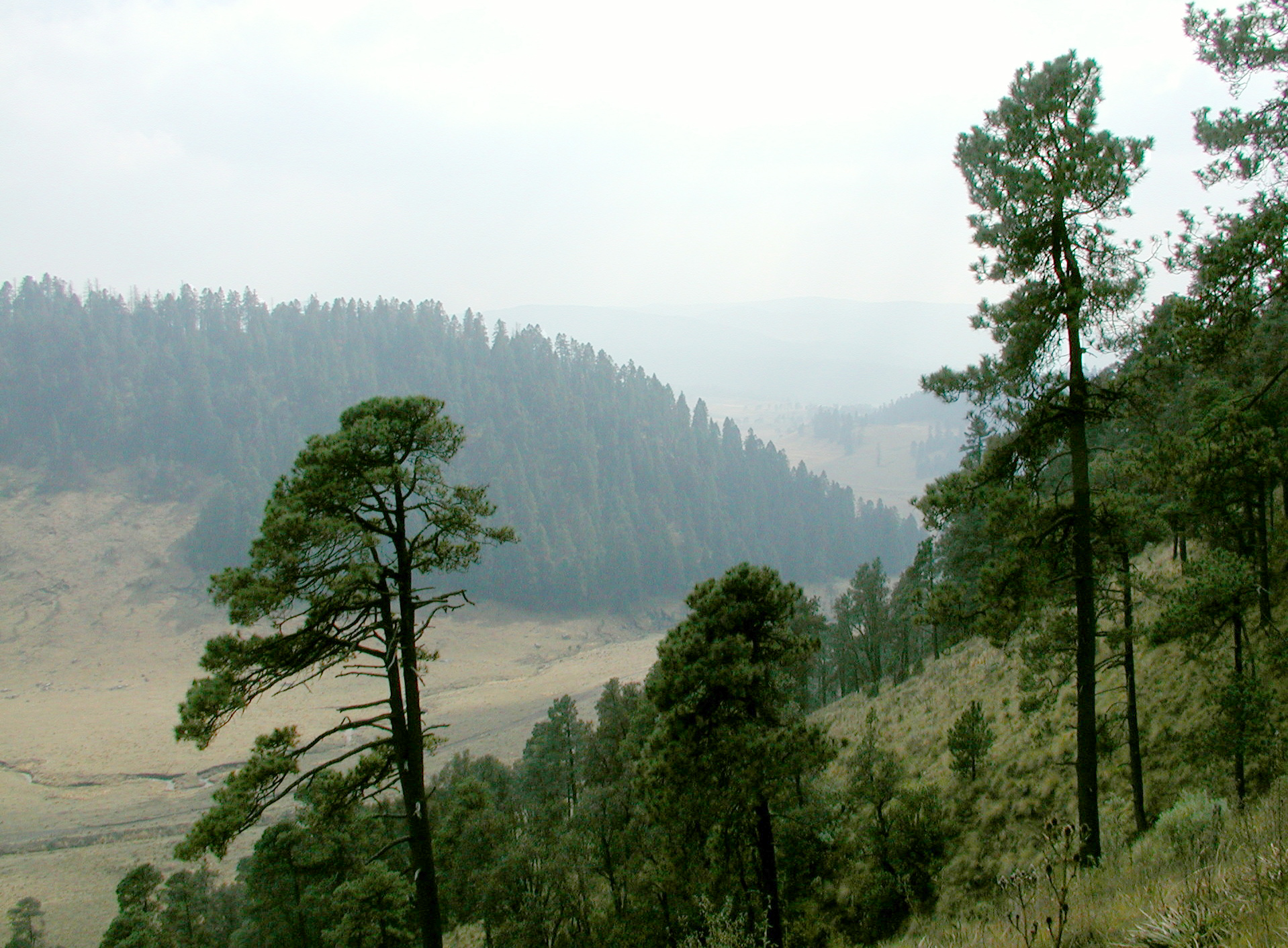
Boschi montani nello Stato di Messico

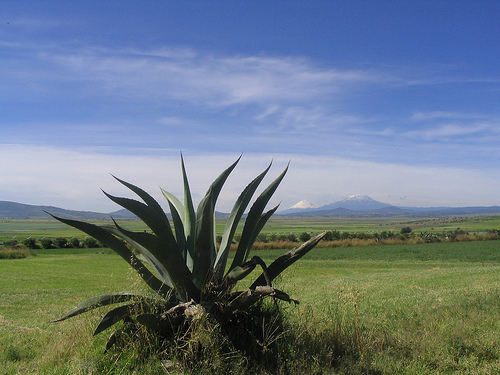
Altipiano centrale nello stato di Hidalgo

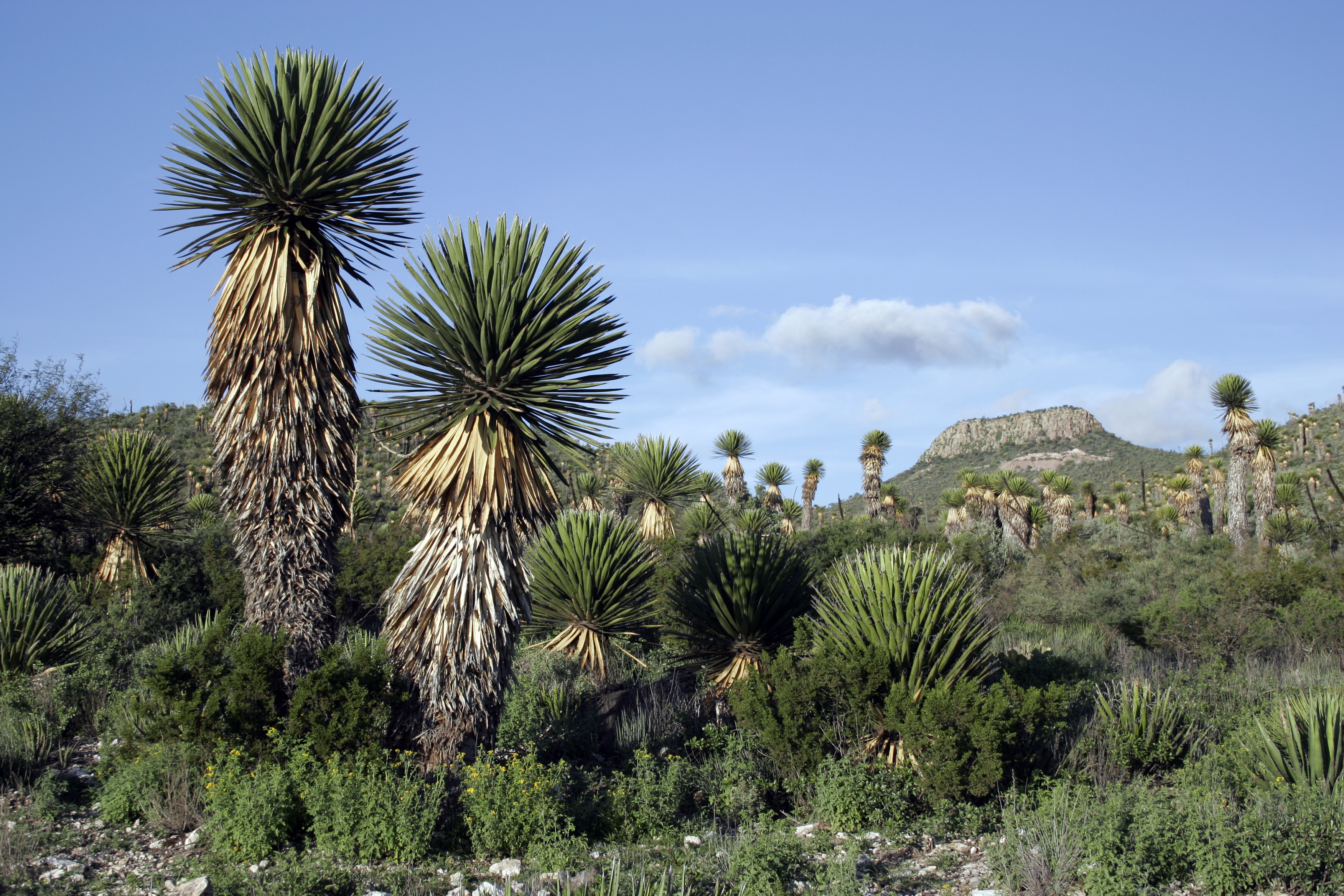
Altipiano in San Luis Potosí

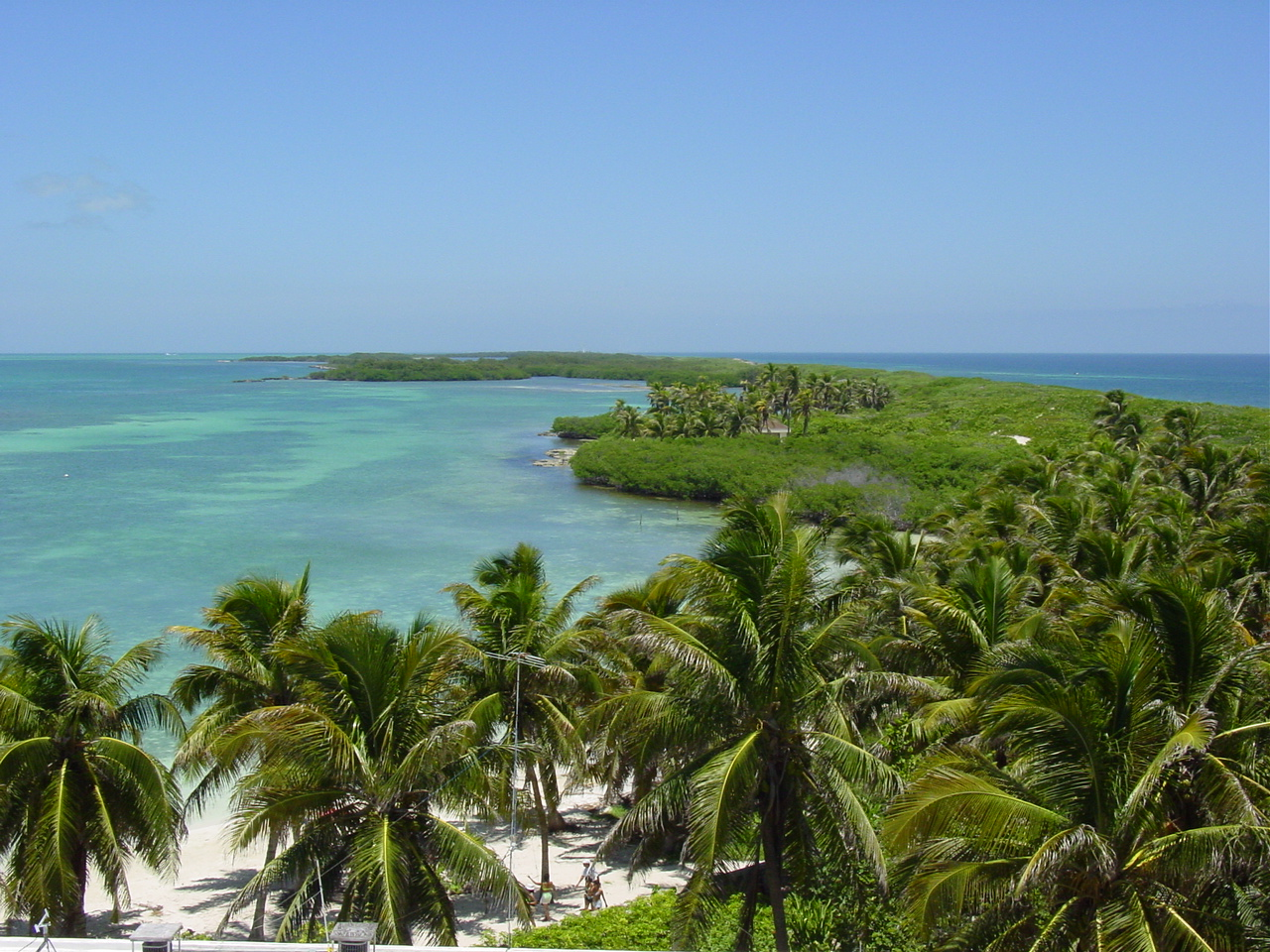
Territorio insulare in Quintana Roo

In questo modo, in Messico si possono trovare i climi freddi delle cime montane a poche centinaia di chilometri dai climi più caldi della piana costiera. I climi più estremi sono quello dello Stato di Chihuahua, dove si registrano temperature tra le più basse del Paese che possono toccare i −20 °C, e quello del deserto di Sonora, dove talvolta si superano i 45 °C. Si presenta poi una regione dal clima caldo e piovoso lungo le pianure costiere del golfo del Messico e del Pacifico. Questa regione presenta temperature comprese tra 15,6 °C e 40 °C. Un'altra regione dal clima caldo è quella compresa tra 614 e 830 m sul livello del mare, dove le temperature variano tra 16,7 °C della media di gennaio e 21,1 °C di luglio. La regione fredda è quella compresa tra i 1830 m sul livello del mare e i 2745 m.
Un clima temperato semi-umido presenta temperature che variano tra 10 e 20 °C, con precipitazioni non superiori ai 1000 mm all'anno. A un'altitudine superiore ai 1500 m, la presenza di questo ambiente dipende dalla latitudine della regione. In aree con tali condizioni meteorologiche, le gelate sono una costante che si verifica ogni anno.
Un secondo tipo di clima è quello caldo-umido e caldo semi-umido. In aree con questo clima, piove durante l'estate o per tutto l'anno. Le piogge raggiungono i 1500 mm annui con temperature medie tra 24 e 26 °C. Le aree con questo clima si trovano prevalentemente lungo la piana costiera del golfo del Messico, dell'Oceano Pacifico, dell'istmo di Tehuantepec, nel nord del Chiapas e nella penisola dello Yucatán.
Il clima tropicale secco presenta varietà rispetto ai climi elencati in precedenza. Si localizza lungo le pendici della Sierra Madre Occidentale e Orientale, nei bacini superiori dei fiumi Balsas e Papaloapan, così come in alcune regioni dell'istmo di Tehuantepec, della penisola dello Yucatán e dello Stato del Chiapas. Il clima tropicale secco è, quindi, quello che si presenta sulla regione più vasta tra i climi estremi caldi del Messico.
Le zone temperate sono quelle regioni in cui la pioggia annuali sono inferiori ai 350 mm. La temperatura media annuale varia tra 15 e 25 °C, e il tasso delle precipitazioni è altamente variabile. La maggior parte del territorio messicano che si trova a nord del tropico del Cancro presenta queste caratteristiche.
La stagione umida va da maggio a ottobre. In media piove 70 giorni all'anno. La caratteristica dominante, tuttavia, è la mancanza di precipitazioni in più parti del territorio, un dato di fatto connesso alle presenza di alte montagne che ostacolano l'avanzata delle nuvole cariche di pioggia e che fanno da cornice all'altopiano messicano. Nella zona temperate degli altopiani la media è 635 mm di pioggia all'anno. Nelle regioni più fredde, ad alta quota, si registrano tassi di 460 mm. Nell'area semidesertica a nord dell'altopiano messicano si registrano appena 254 mm di pioggia all'anno. In contrasto con l'aridità di questa regione (in cui si concentra l'80% della popolazione messicana), in alcune aree del Paese si registrano quasi 1000 mm di precipitazioni annuali, con punte di 3000 mm.
La temperatura media del Paese è di circa 19 °C.

## Società

### Demografia
Con una popolazione di quasi 130 milioni di abitanti, il Messico è la decima nazione più popolata del mondo ed è, subito dopo il Brasile, il Paese più popolato dell'America Latina. Il 60% della popolazione è costituita da meticci, di discendenza mista europea (prevalentemente spagnola) e indigena. Gli amerindi, appartenenti a varie nazioni indigene (come i maya), rappresentano il 20% dei messicani.
Il 16% degli abitanti è invece di origine europea. Si tratta soprattutto di persone di origine spagnola, anche se vi sono: italiani, francesi, tedeschi, polacchi, russi e inglesi. Circa 4000 italiani vennero nella seconda metà dell'Ottocento e crearono alcune colonie di italo-messicani ancora esistenti (come Chipilo, vicino a Puebla). Il restante 4% della popolazione è composta da: africani, ebrei, arabi, turchi, cinesi e giapponesi.
Il Messico è lo Stato che ospita il maggior numero di statunitensi che vivono al di fuori degli USA. Ciò è dovuto in primo luogo ai legami economici, sempre più importanti, fra i due Paesi a seguito agli accordi di libero commercio firmati con USA e Canada (NAFTA, operativo dal gennaio 1994). Inoltre, gli statunitensi considerano il Messico un'ottima meta di ritiro dalla vita frenetica: questo vale in particolare per San Miguel e per altre località della Bassa California. In Messico coesistono 59 differenti etnie indigene, le quali affondano le loro radici nella storia precedente al colonialismo europeo. Dalla Sinaloa al Chiapas vivono 10 milioni di nativi americani. Il Messico è il Paese dell'America Latina con la più bassa presenza di popolazione di origine italiana.
In Messico ci sono anche un numero significativo di persone provenienti da: Argentina, Guatemala, Colombia, Cuba e Perù (da dove molti vennero a rifugiarsi da guerre civili e dittature degli anni ottanta del Novecento). Nel corso del XIX secolo e la maggior parte del XX secolo, comunitari europei e asiatici sono stati i più rappresentativi, ma a partire dal 2000, le comunità più rappresentative sono di origine statunitense e latinoamericana.

### Religione
| Religioni in Messico                                                      | Religioni in Messico                         |
| Religioni                                                                 | Credenti                                     |
| ------------------------------------------------------------------------- | -------------------------------------------- |
| Cattolica                                                                 | 74 612 373                                   |
| Protestanti e Evangelici Storiche Pentecostalismo La Luce del Mondo Altre | 4 408 159 599 875 1 373 383 69 254 2 365 647 |
| Bibliche non Evangeliche Avventisti Mormoni                               | 1 751 910 488 945 205 229                    |
| Ebraismo                                                                  | 45 260                                       |
| Non religiosi                                                             | 2 982 929                                    |
| Non specificata                                                           | 732 630                                      |
| 1.                                                                        |                                              |
| Fonte: INEGI (2000)                                                       |                                              |

La religione predominante è quella cattolica (83,9%), seguono protestanti (7,6%), altre religioni (2,5%) e atei (4,6%). Il mormonismo si sta diffondendo in modo significativo nelle principali città presso il confine nord-orientale.  
Tra le ricorrenze religiose più sentite ricordiamo quella del 12 dicembre, il Día de la Virgen de Guadalupe, che celebra l'ultima apparizione in Messico di Nostra Signora di Guadalupe, nel 1531.

### Lingue
In Messico, a livello costituzionale, de iure non esiste una lingua che venga designata come lingua ufficiale. Tuttavia, la Ley General de los Derechos Lingüísticos riconosce lo status di lingua nazionale allo spagnolo e alle lingue indigene native del territorio, così come a quelle di altri popoli originari che si sono stabiliti nel loro territorio. Lo spagnolo è la lingua dominante nelle attività ufficiali, anche se vi è un intento di farne la lingua ufficiale del Paese. Lo spagnolo è parlato da quasi la totalità dei messicani.
Circa il 7% della popolazione parla una lingua americana. Il Governo riconosce 62 lingue indigene, tra le quali le più parlate sono il nahuatl e il maya (entrambe con 1,5 milioni di parlanti). Altre, come il lacandón, sono usate da meno di 100 persone. Il governo ha promosso programmi educativi bilingue (in spagnolo e in una lingua locale) presso le comunità indigene rurali.
L'inglese è molto conosciuto nelle grandi città, presso il confine statunitense e nelle località balneari. Sta diventando popolare soprattutto fra i giovani, mentre le più prestigiose scuole private offrono un'educazione bilingue.
Da segnalare è inoltre la comunità di Chipilo nello Stato di Puebla, documentata da vari linguisti (tra cui Carolyn McKay). La città, infatti, venne fondata nel 1882 da immigrati provenienti dal Veneto. Mentre tutti gli altri europei di origine non spagnola hanno finito per perdere la loro lingua originaria, gli italo-messicani di Chipilo (e di alcune zone vicine) conservano straordinariamente inalterata la lingua veneta parlata dai loro nonni, rappresentando perciò una minoranza linguistica non riconosciuta ufficialmente.

## Ordinamento dello Stato

### Suddivisioni amministrative

Stati messicani.

Essendo uno Stato federale, il Messico è diviso in 31 Stati (Estados) e la capitale (capital). Ogni Stato ha una costituzione propria e un governatore eletto direttamente.
| Stato                       | Popolazione (2010) | Superficie (km²) | Capitale                  | Città più grande          |
| --------------------------- | ------------------ | ---------------- | ------------------------- | ------------------------- |
| Stati Uniti Messicani       | 103088000          | 1959248          | Città del Messico         | Città del Messico         |
| 1. Aguascalientes           | 1184996            | 5625             | Aguascalientes            | Aguascalientes            |
| 2. Bassa California         | 3155070            | 71546            | Mexicali                  | Tijuana                   |
| 3. Bassa California del Sud | 637026             | 73943            | La Paz                    | La Paz                    |
| 4. Campeche                 | 822441             | 57727            | San Francisco de Campeche | San Francisco de Campeche |
| 5. Chiapas                  | 4796580            | 73681            | Tuxtla Gutiérrez          | Tuxtla Gutiérrez          |
| 6. Chihuahua                | 3406465            | 247487           | Chihuahua                 | Ciudad Juárez             |
| 7. Coahuila                 | 3055395            | 151571           | Saltillo                  | Saltillo                  |
| 8. Colima                   | 650555             | 5627             | Colima                    | Manzanillo                |
| 9. Durango                  | 1632934            | 123367           | Victoria de Durango       | Victoria de Durango       |
| 10. Guanajuato              | 5486372            | 30621            | Guanajuato                | León                      |
| 11. Guerrero                | 3388768            | 63794            | Chilpancingo de los Bravo | Acapulco                  |
| 12. Hidalgo                 | 2665018            | 20856            | Pachuca de Soto           | Pachuca de Soto           |
| 13. Jalisco                 | 7350682            | 78630            | Guadalajara               | Guadalajara               |
| 14. Messico                 | 15175862           | 22333            | Toluca de Lerdo           | Ecatepec de Morelos       |
| 15. Michoacán               | 4351037            | 58667            | Morelia                   | Morelia                   |
| 16. Morelos                 | 1777227            | 4892             | Cuernavaca                | Cuernavaca                |
| 17. Nayarit                 | 1084979            | 27862            | Tepic                     | Tepic                     |
| 18. Nuevo León              | 4653458            | 64203            | Monterrey                 | Monterrey                 |
| 19. Oaxaca                  | 3801962            | 93343            | Oaxaca de Juárez          | Oaxaca de Juárez          |
| 20. Puebla                  | 5779829            | 34251            | Puebla de Zaragoza        | Puebla de Zaragoza        |
| 21. Querétaro               | 1827937            | 11658            | Santiago de Querétaro     | Santiago de Querétaro     |
| 22. Quintana Roo            | 1325578            | 42535            | Chetumal                  | Cancún                    |
| 23. San Luis Potosí         | 2585518            | 1165             | San Luis Potosí           | San Luis Potosí           |
| 24. Sinaloa                 | 2767761            | 57331            | Culiacán Rosales          | Culiacán Rosales          |
| 25. Sonora                  | 2662480            | 184946           | Hermosillo                | Hermosillo                |
| 26. Tabasco                 | 2238603            | 24747            | Villahermosa              | Villahermosa              |
| 27. Tamaulipas              | 3268554            | 80148            | Ciudad Victoria           | Reynosa                   |
| 28. Tlaxcala                | 1169936            | 3997             | Tlaxcala de Xicohténcatl  | San Pablo del Monte       |
| 29. Veracruz                | 7643194            | 71856            | Xalapa de Enríquez        | Veracruz                  |
| 30. Yucatán                 | 1955577            | 39671            | Mérida                    | Mérida                    |
| 31. Zacatecas               | 1490668            | 75416            | Zacatecas                 | Zacatecas                 |
| 32. Città del Messico       | 8851080            | 1479             | –                         | –                         |

### Città principali
| #   | Nome              | Stato         | Numero abitanti |
| --- | ----------------- | ------------- | --------------- |
| 1ª  | Città del Messico | CMX, MEX, HID | 20137152        |
| 2ª  | Guadalajara       | JAL           | 4434252         |
| 3ª  | Monterrey         | NLE           | 4080329         |
| 4ª  | Puebla            | PUE, TLA      | 2668347         |
| 5ª  | Toluca            | MEX           | 1846602         |
| 6ª  | Tijuana           | BCN           | 1751302         |
| 7ª  | León              | GUA           | 1609717         |
| 8ª  | Juárez            | CHH           | 1328017         |
| 9ª  | Torreón           | COA, DUR      | 1215993         |
| 10ª | Querétaro         | QUE           | 1097028         |
| 11ª | San Luis Potosí   | SLP           | 1040822         |
| 12ª | Mérida            | YUC           | 970495          |
| 13ª | Mexicali          | BCN           | 936145          |
| 14ª | Aguascalientes    | AGU           | 932298          |
| 15ª | Cuernavaca        | MOR           | 875598          |
| 16ª | Acapulco          | GRO           | 863438          |
| 17ª | Tampico           | TAM, VER      | 858620          |
| 18ª | Chihuahua         | CHH           | 851971          |
| 19ª | Saltillo          | COA           | 823098          |
| 20ª | Morelia           | MIC           | 806822          |
| 21ª | Veracruz          | VER           | 801122          |
| 22ª | Centro            | TAB           | 755416          |
| 23ª | Reynosa           | TAM           | 725793          |
| 24ª | Tuxtla Gutiérrez  | CHP           | 684156          |

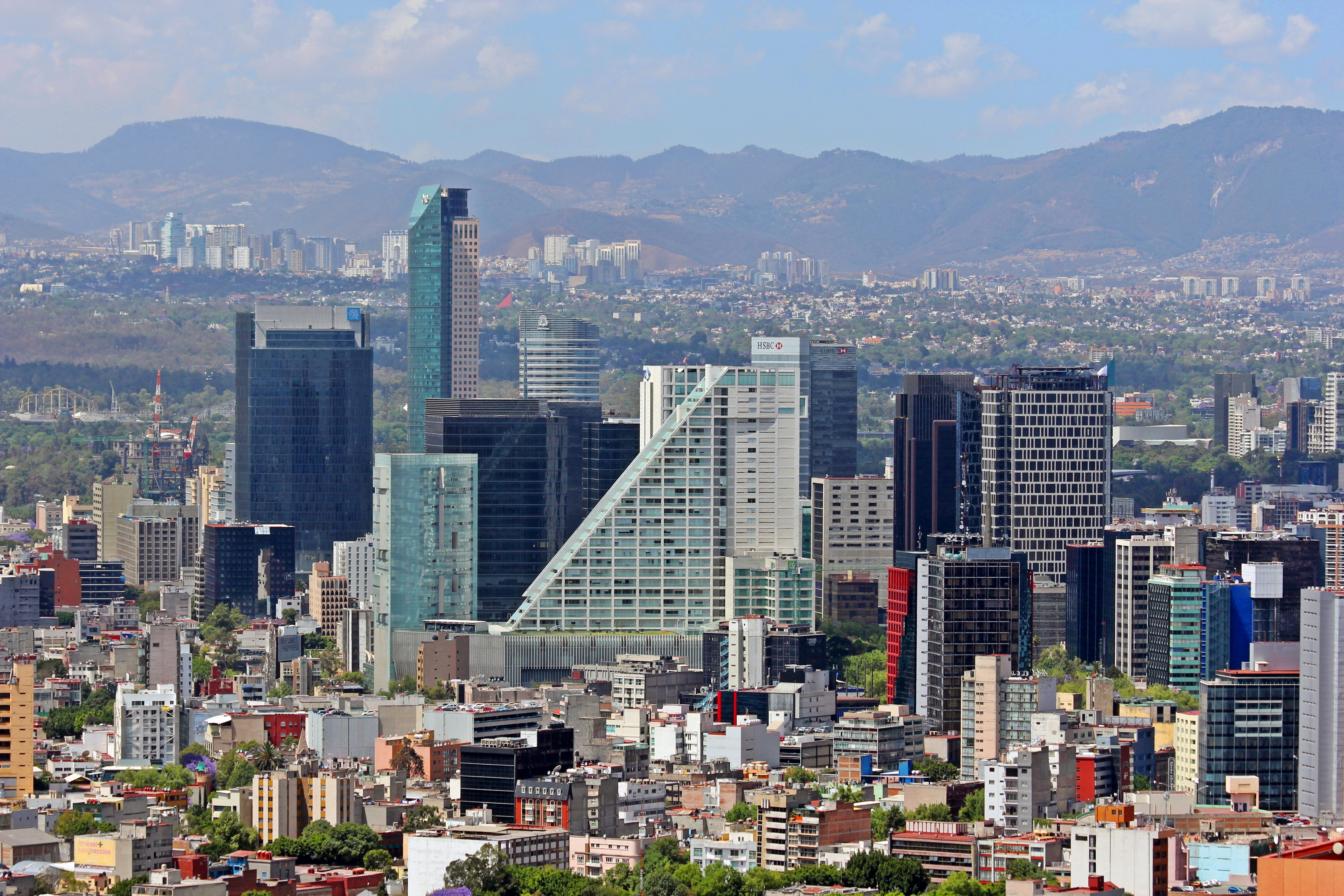
Città del Messico
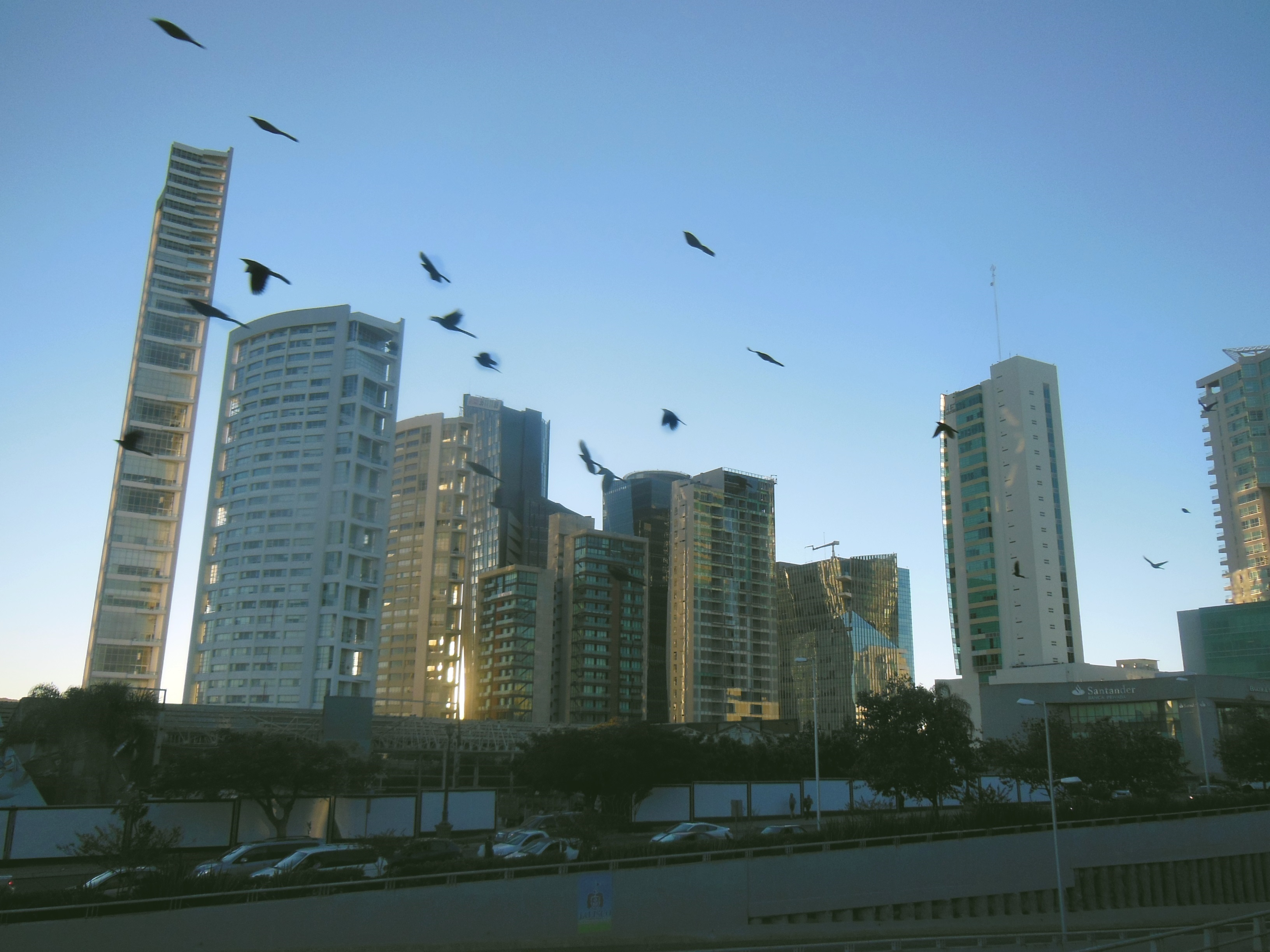
Guadalajara
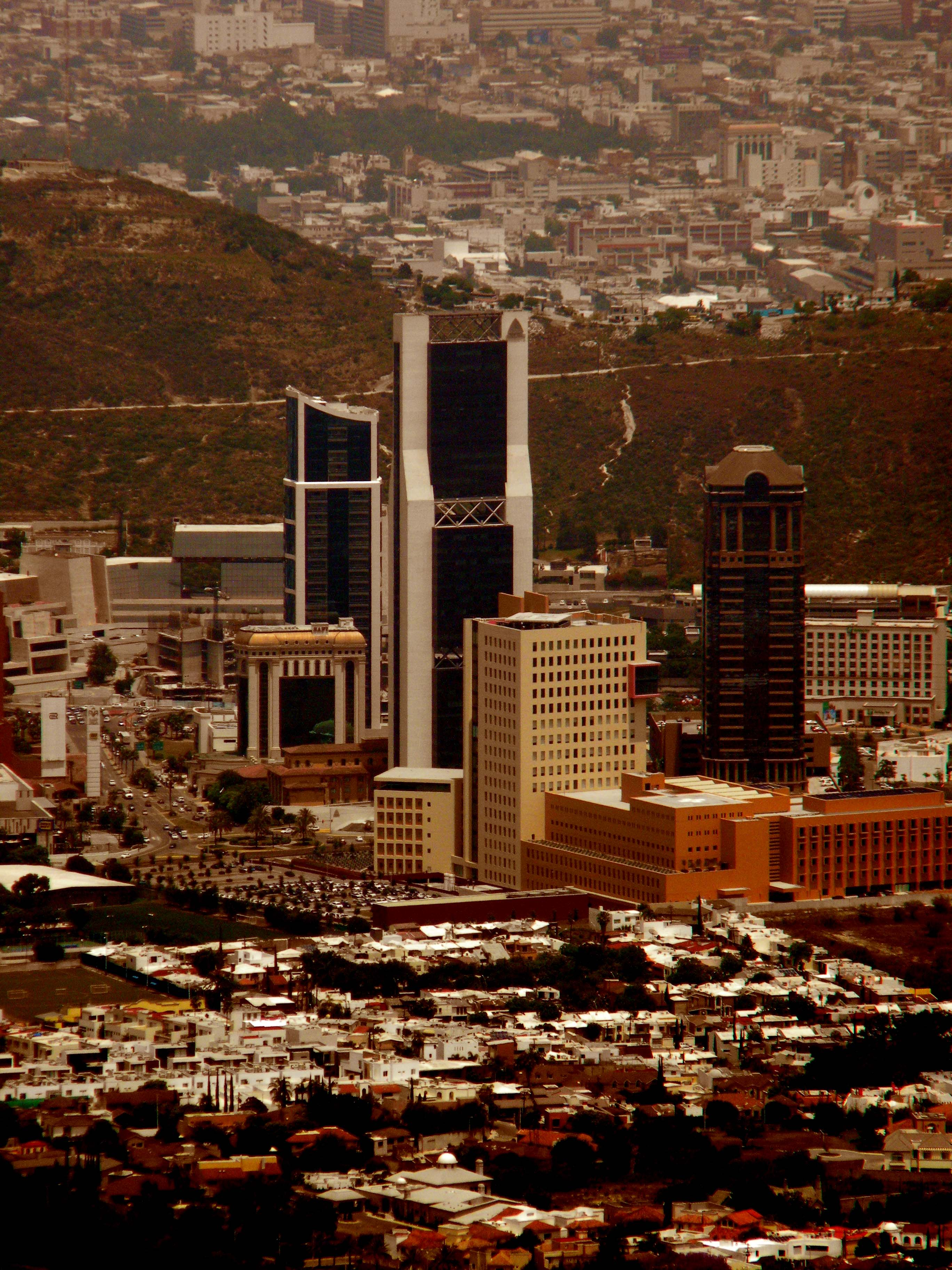
Monterrey
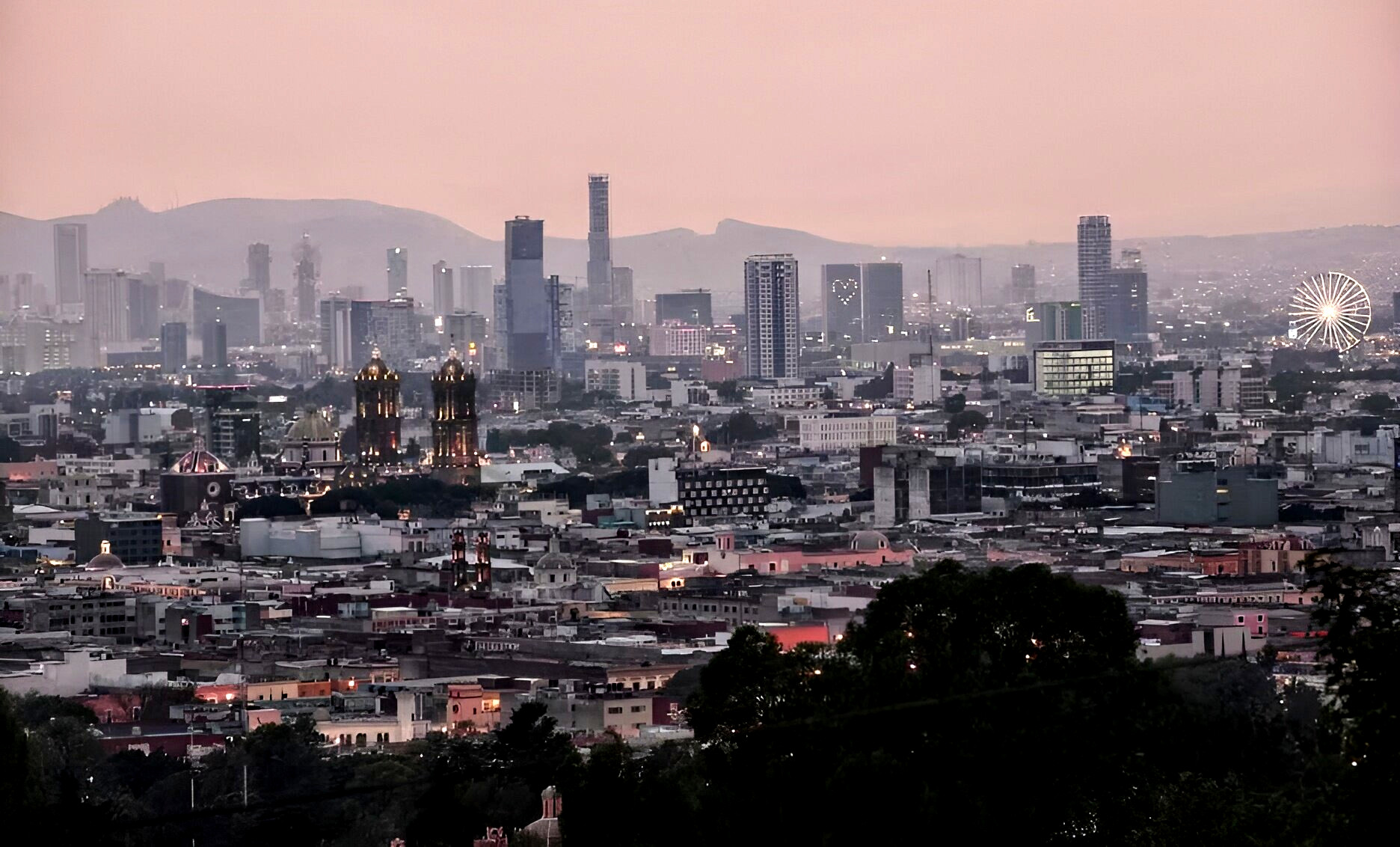
Puebla
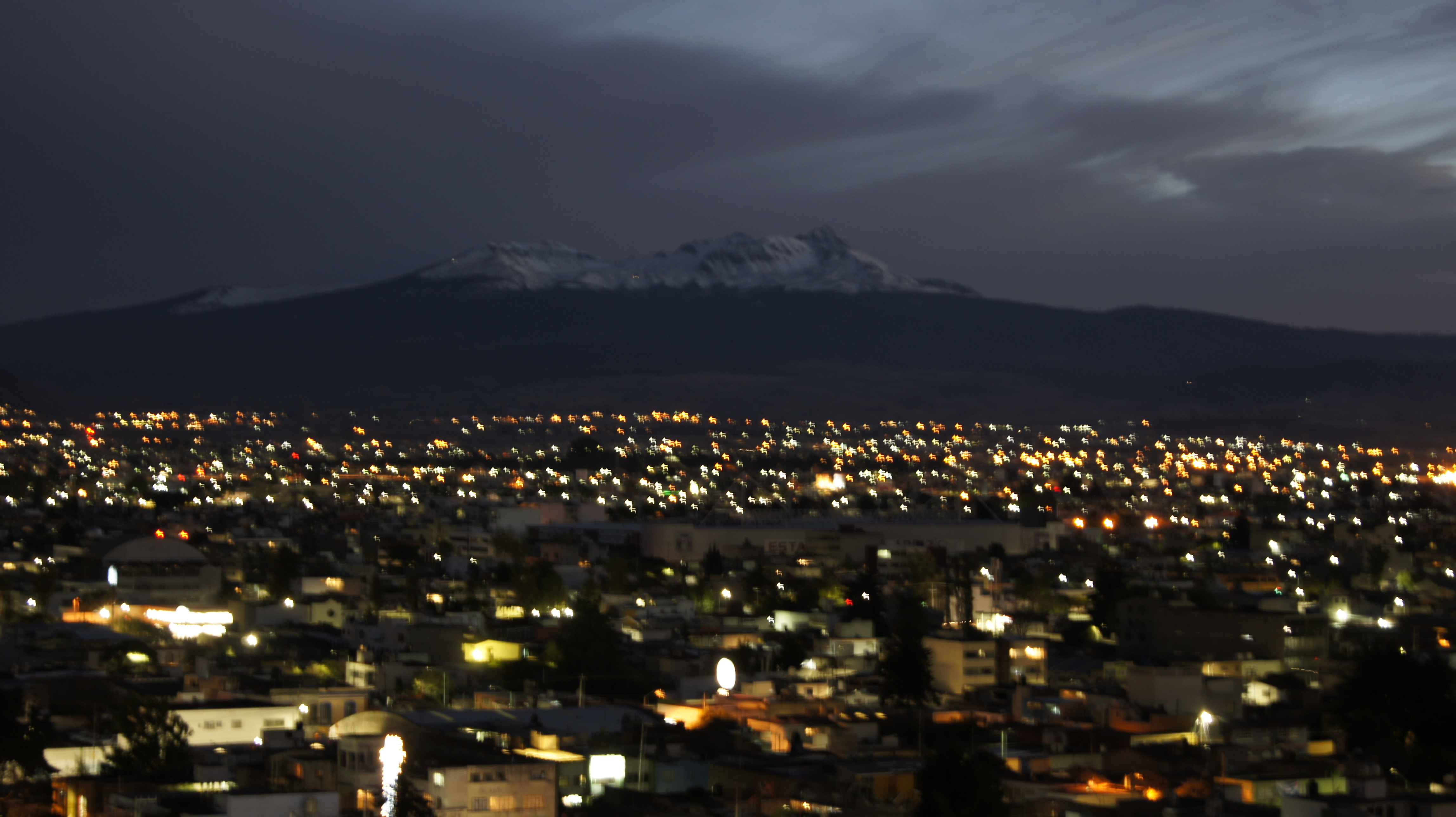
Toluca
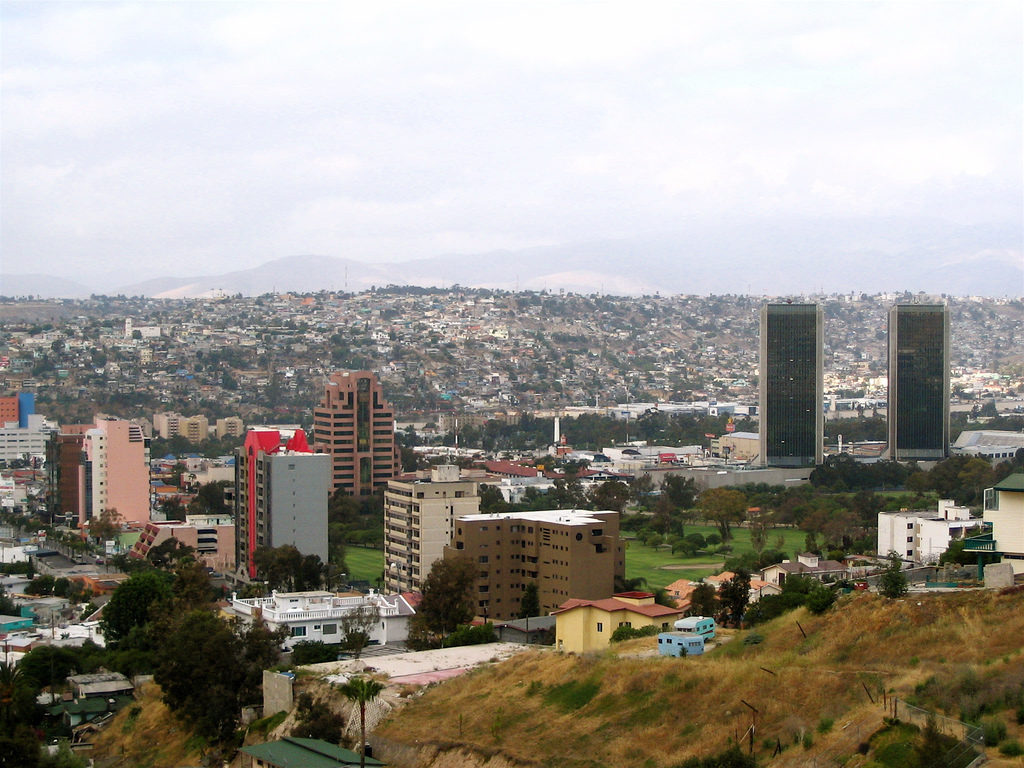
Tijuana

## Politica

### Costituzione
Secondo la Costituzione Politica del Messico, promulgata il 5 febbraio 1917, il Paese è una Repubblica presidenziale, rappresentativa e federale costituita da 31 Stati liberi e sovrani e la capitale, Città del Messico, sede dei poteri della federazione.

### Poteri dello Stato
A livello federale, il Presidente svolge i compiti di capo di Stato e di governo allo stesso tempo e ha la facoltà di nominare i titolari delle segreterie di Stato, e che fanno parte dunque del gabinetto presidenziale.
Il suo mandato dura sei anni e non esiste la possibilità di una rielezione neanche come eventuale presidente sostituto.
Nel caso in cui un presidente della Repubblica si trovasse in condizione di non poter terminare il proprio mandato, la presidenza ricadrebbe nelle mani di una persona eletta dal Congresso.
Il presidente eletto nel 2024 è Claudia Sheinbaum, candidata del Movimento Rigenerazione Nazionale (MORENA).
Principali partiti del Messico:
- Movimento Rigenerazione Nazionale (MORENA), fondato nel 2014. Si tratta di un partito politico di sinistra che fa parte del Foro de São Paulo.
- Partito Azione Nazionale (PAN), fondato nel 1939. Si tratta di un partito politico di centro-destra che fa parte dell'Internazionale Democratica Centrista.
- Partito Rivoluzionario Istituzionale (PRI), fondato nel 1929, anche se il nome attuale porta la data del 1946. Ex-membro dell'Internazionale Socialista, è un partito di centro-destra generalmente attestato su posizioni di centro moderato.
- Partito della Rivoluzione Democratica (PRD), fondato nel 1989. È stato il principale partito della sinistra messicana fono al 2018, come il PRI è membro dell'Internazionale Socialista.
- Partito del Lavoro (Messico) (PT), fondato nel 1990.
- Partito Verde Ecologista del Messico (PVEM), fondato nel 1986.
- Movimento Cittadino, fondato nel 1997 come "Convergencia por la Democracia" poi cambiando il nome a "Convergencia".

Il Congresso dell'Unione è eletto ogni tre anni, quando occorre simultaneamente al presidente.
Il Messico fa parte dell'OEA e dell'APEC.

### Distretti elettorali federali del Messico
I distretti elettorali federali del Messico sono le 300 unità nelle quali si divide il territorio messicano e in ognuna delle quali viene eletto un deputato federale, membro della Camera dei deputati del Messico.

## Ordinamento scolastico

### Università
Il 21 settembre 1551, in Messico, è stata fondata, con decreto reale di Filippo II di Spagna la Reale e pontificia università del Messico, probabilmente la più antica università del continente americano.

## Economia
Il Messico ha un'economia di libero mercato e fa parte dei Paesi con un reddito medio-alto. È all'11º posto fra le più grandi economie del pianeta in termini di prodotto interno lordo misurato a parità di potere d'acquisto.
Secondo i dati del Fondo Monetario Internazionale, il Messico nel 2012 possedeva il secondo reddito pro capite più elevato fra i Paesi dell'America Latina in termini nominali a 10 059 $ e il più alto in termini di parità di potere d'acquisto, a 15 363 $.
Dopo la crisi economica del 1994, il Messico ha intrapreso una notevole fase di recupero, modernizzando e diversificando la propria economia. Le recenti amministrazioni hanno anche permesso un miglioramento delle infrastrutture e l'apertura alla concorrenza in settori come quello portuale, ferroviario, delle telecomunicazioni, dell'energia elettrica, della distribuzione di gas naturale e degli aeroporti. La più grande fonte di reddito messicano è il petrolio. Secondo la Goldman Sachs, nel 2050 le cinque più grandi economie del pianeta saranno quella di: Cina, Stati Uniti, India, Brasile e Messico.
Il Messico è il secondo produttore di autovetture del Nord America, dopo gli Stati Uniti.
      0,80 e più
      0,75–0,799
      0,70–0,749

Mappa dell'Indice di sviluppo umano (HDI) negli Stati del Messico (2004).
0,80 e più
0,75–0,799
0,70–0,749

Secondo il direttore per il Messico presso la Banca Mondiale, la popolazione in condizioni di povertà è diminuita dal 24,2% al 17,6% tra il 2000 e il 2004, passando dal 42% al 27,9% nelle zone rurali nello stesso periodo. Tuttavia la disparità di reddito rimane un problema, ed enormi divari restano non solo tra ricchi e poveri, ma anche tra il Nord e il Sud del Paese e tra zone urbane e rurali; sono in esecuzione misure di contrasto alla povertà, ad esempio con il programma Probecat riservato ai disoccupati. I netti contrasti in termini di reddito e di sviluppo umano sono altresì un grave problema messicano. Nel 2004 l'indice di sviluppo umano adottato delle Nazioni Unite registrato nel Benito Juárez, un distretto di Città del Messico, e San Pedro Garza Garcia, nello Stato di Nuevo León, riportava un livello simile a quello registrato in Germania e Nuova Zelanda in termini di sviluppo economico, educativo e di aspettativa di vita. Al contrario, Metlatonoc, nello Stato di Guerrero presentava un HDI simile a quello della Siria.
La crescita media annua del PIL per il periodo 1995-2002 è stata del 5,1%. L'inflazione ha raggiunto il livello più basso attestandosi al 3,3% nel 2005 e i tassi di interesse bassi hanno spinto il credito al consumo nella classe media. Il Messico ha sperimentato all'inizio del XXI secolo un periodo di stabilità monetaria: il deficit di bilancio è stato ulteriormente ridotto e il debito estero si è attestato a meno del 20% del PIL.
Le rimesse da cittadini messicani che lavorano negli Stati Uniti hanno raggiunto i 20 miliardi di dollari nel 2004 e sono la settima maggiore fonte di reddito estero, dopo petrolio, esportazioni industriali, manufatti, elettronica, industria automobilistica e alimentare. Nel 2008 sono stati inviati in Messico 67,5 miliardi di dollari dagli emigrati negli Stati Uniti.
Circa il 90% del commercio messicano è stato messo sotto accordi di libero scambio con oltre 40 Paesi, di cui il North American Free Trade Agreement (NAFTA) resta il più significativo. Quasi il 90% delle esportazioni messicane prendono la strada degli Stati Uniti e del Canada e quasi il 65% delle importazioni provengono da questi due Paesi. Altri importanti accordi commerciali sono stati firmati con l'Unione europea, il Giappone, Israele e diversi Paesi dell'Europa centrale e del Sud America. Il Messico è diventato un attore importante nel commercio internazionale, tanto che se misurato in dollari, il valore delle esportazioni messicane sarebbe il 15º al mondo e il 10º se l'Unione europea venisse trattata come una singola entità statale, pari circa al totale delle esportazioni di tutti i membri del Mercosur considerati insieme, Venezuela compreso.
Nel 2018, il 48% della popolazione vive in povertà e il 10% più ricco della popolazione detiene quasi l'80% della ricchezza nazionale. Più di tre milioni di bambini sono costretti a lavorare a causa della povertà familiare.
La corruzione è una sfida importante per l'economia messicana: secondo gli studi della Banca Mondiale, la corruzione politica ed economica potrebbe rappresentare il 9% del PIL.
Circa il 60% della forza lavoro lavora nell'economia informale e il 15% negli Stati Uniti. Questi ultimi assorbono l'80% delle esportazioni messicane, il che pone il Paese latinoamericano in una situazione di estrema dipendenza che spesso lo costringe ad accettare le richieste di Washington.

### Agricoltura
L'agricoltura costituisce ancora l'occupazione di parte preminente della popolazione, che in grandi regioni la esercita ancora secondo modalità primitive, come nella valle di Tehuacán, per gli archeologi la patria del mais, coltivato in centinaia di ecotipi primitivi da campesinos che arano i campi con un unico strumento della tecnologia occidentale, l'aratro di legno portato dagli uomini di Cortéz In regioni diverse, verso gli Stati Uniti, l'agricoltura è alquanto evoluta, le varietà impiegate sono moderne, si usano fertilizzanti e antiparassitari, ma la spietata concorrenza imposta dal sistema del libero scambio voluto dagli Stati Uniti non consente ai piccoli proprietari, che hanno famiglie numerosissime, di accumulare il capitale necessario per nuove attrezzature. L'impiego di pratiche irrigue primitive, cui sono costretti contadini che non possono acquistare impianti di microirrigazione, sta abbassando, ad esempio, le falde della regione di Celaya, una delle più avanzate, di 6 metri all'anno, destinando una regione popolosa a convertirsi in deserto.

### Risorse minerarie e giacimenti
La ricchezza mineraria tradizionale del Messico è l'argento. Attualmente, le maggiori miniere sono a Pachuca (Hidalgo) e a Paral (Chihuahua), mentre il piombo, spesso associato, ha come luoghi di maggior produzione mineraria gli Stati di Chihuahua, in cui si trova la famosa miniera di Naica e del Nuovo Leon. Complessivamente, i dati del 2004 davano 2850 tonnellate d'argento e 150000 di piombo.
Da un secolo si è affiancata l'estrazione del petrolio, soprattutto nel golfo del Messico, con 168,728 milioni di tonnellate prodotte nel 2004.
Degna di nota anche l'industria petrolifera, controllata dalla locale Pemex.

### Turismo
Il turismo è una delle risorse principali del Messico. Il governo centrale e i singoli Stati si affidano sempre di più alle risorse economiche generate dal turismo nazionale e internazionale, anche perché i giacimenti di petrolio si stanno esaurendo ed è molto costoso perforare alla ricerca di giacimenti più profondi. Stati giovani come Quintana Roo vivono quasi esclusivamente del turismo. La popolazione è costituita da immigranti provenienti da tutto il Paese e da moltissimi stranieri. A Playa del Carmen (una delle località più turistiche del Messico moderno), vi è la comunità più numerosa di italiani residenti in Messico. Altri stati come: la Bassa California, Nayarit, Oaxaca, Yucatán e Campeche studiano il modello di Quintana Roo e si aprono al turismo.

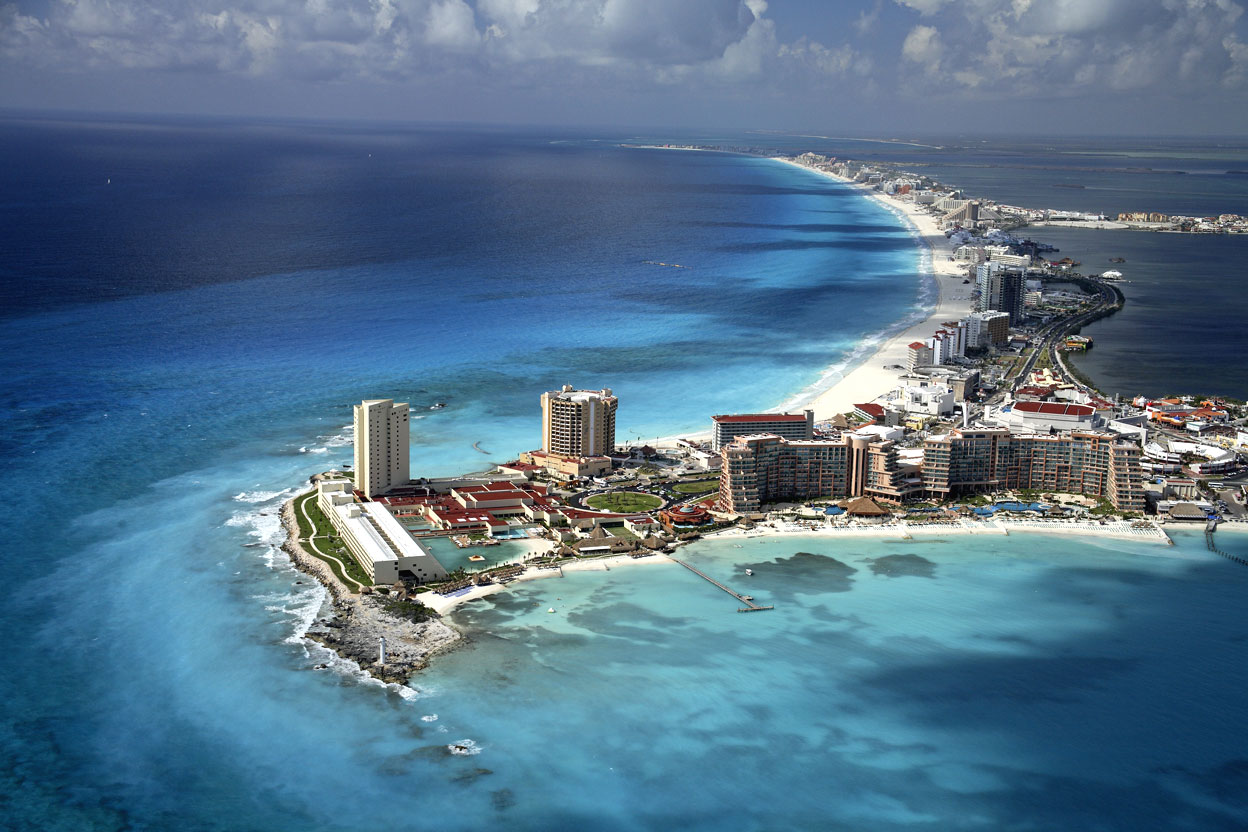
Cancún, Quintana Roo
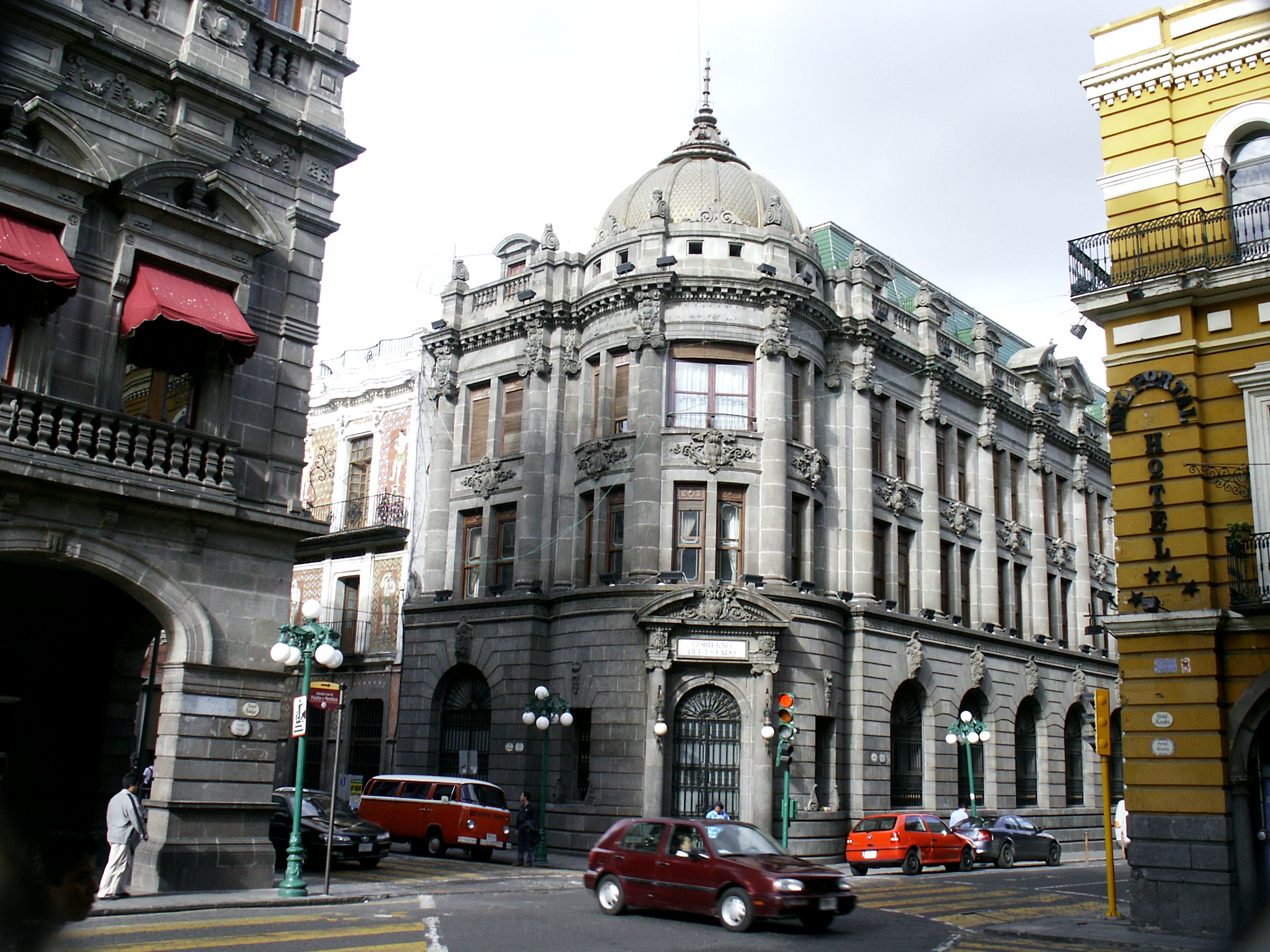
Puebla, Puebla
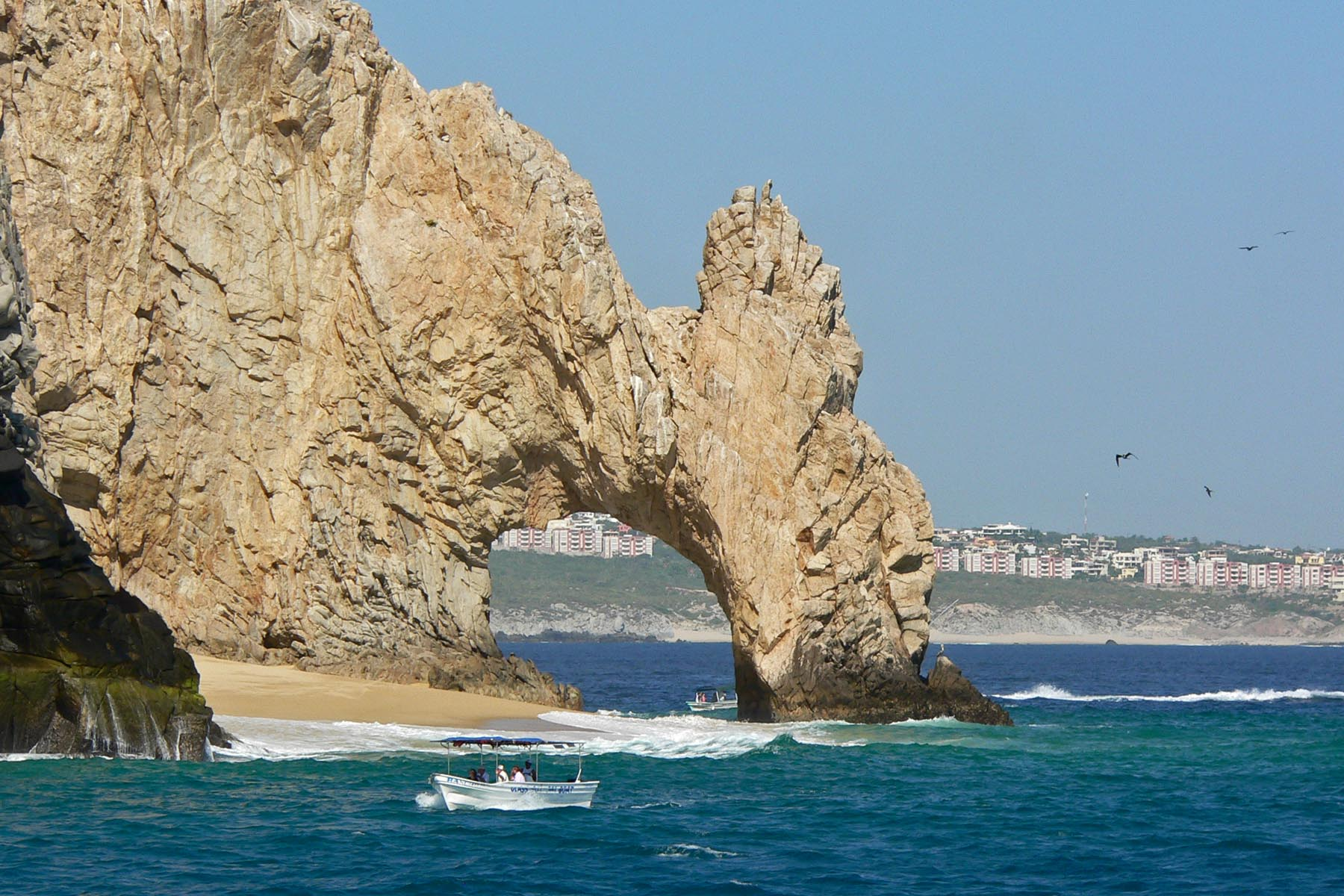
Cabo San Lucas, Bassa California del Sud
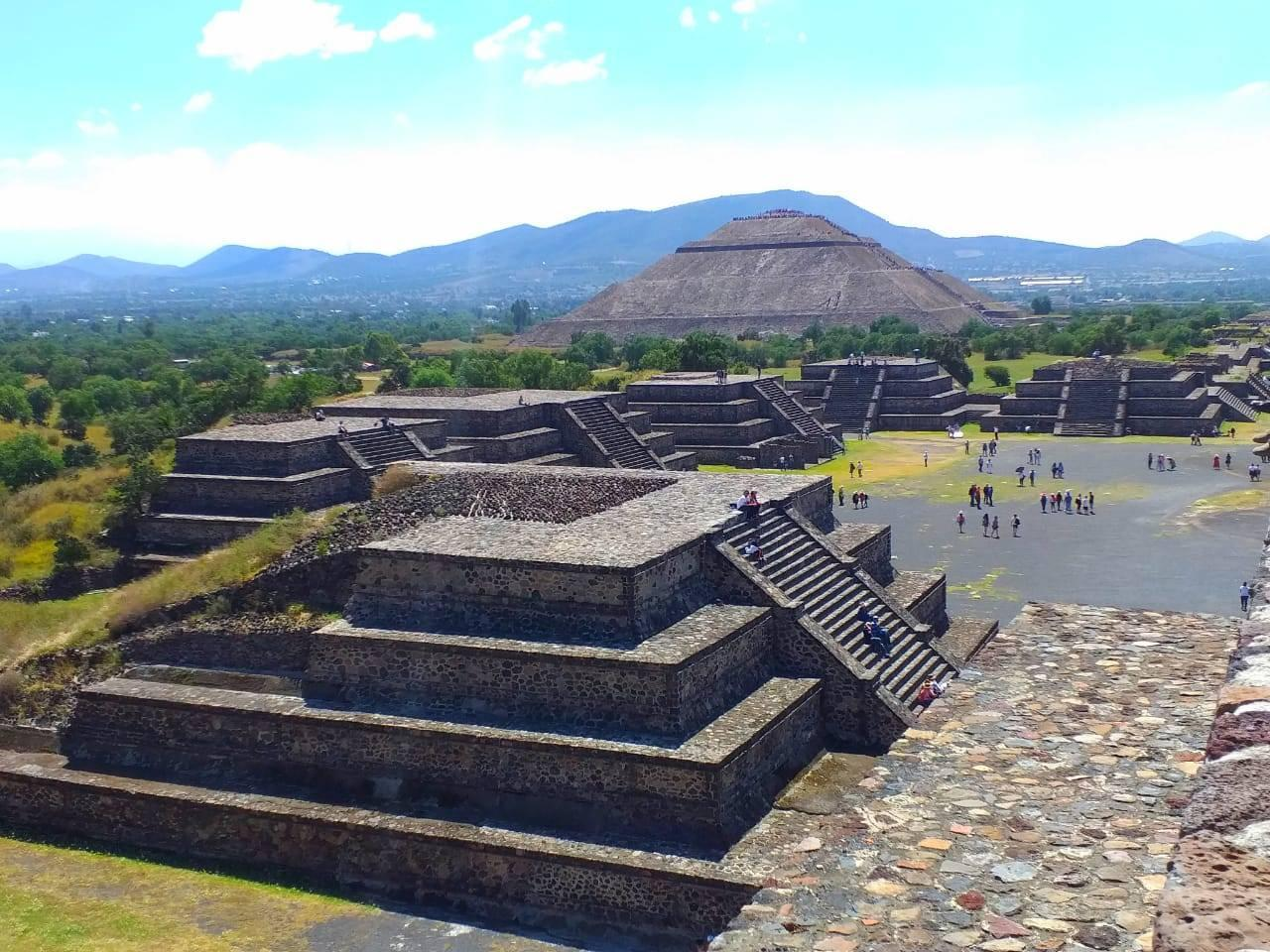
Teotihuacan, Messico
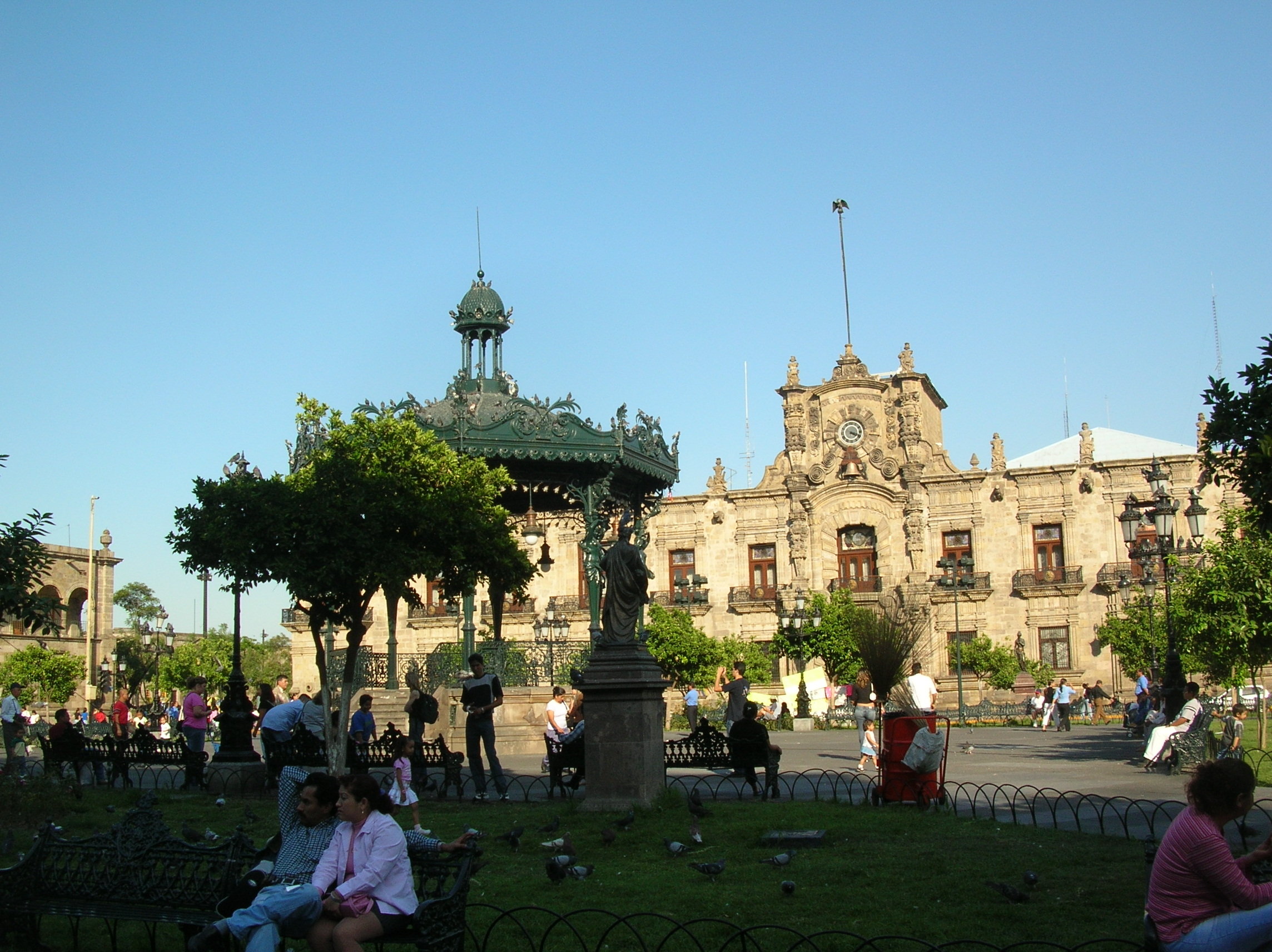
Guadalajara, Jalisco
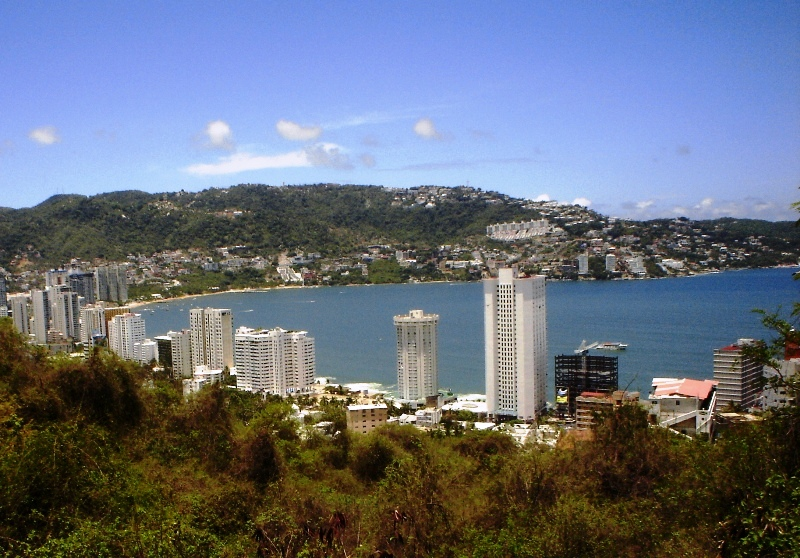
Acapulco, Guerrero
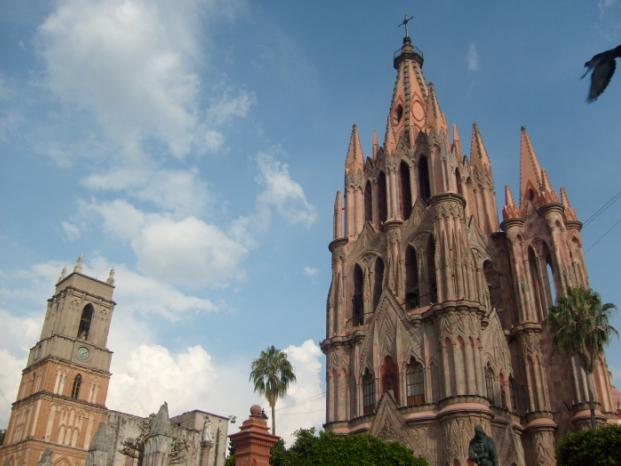
San Miguel de Allende, Guanajuato
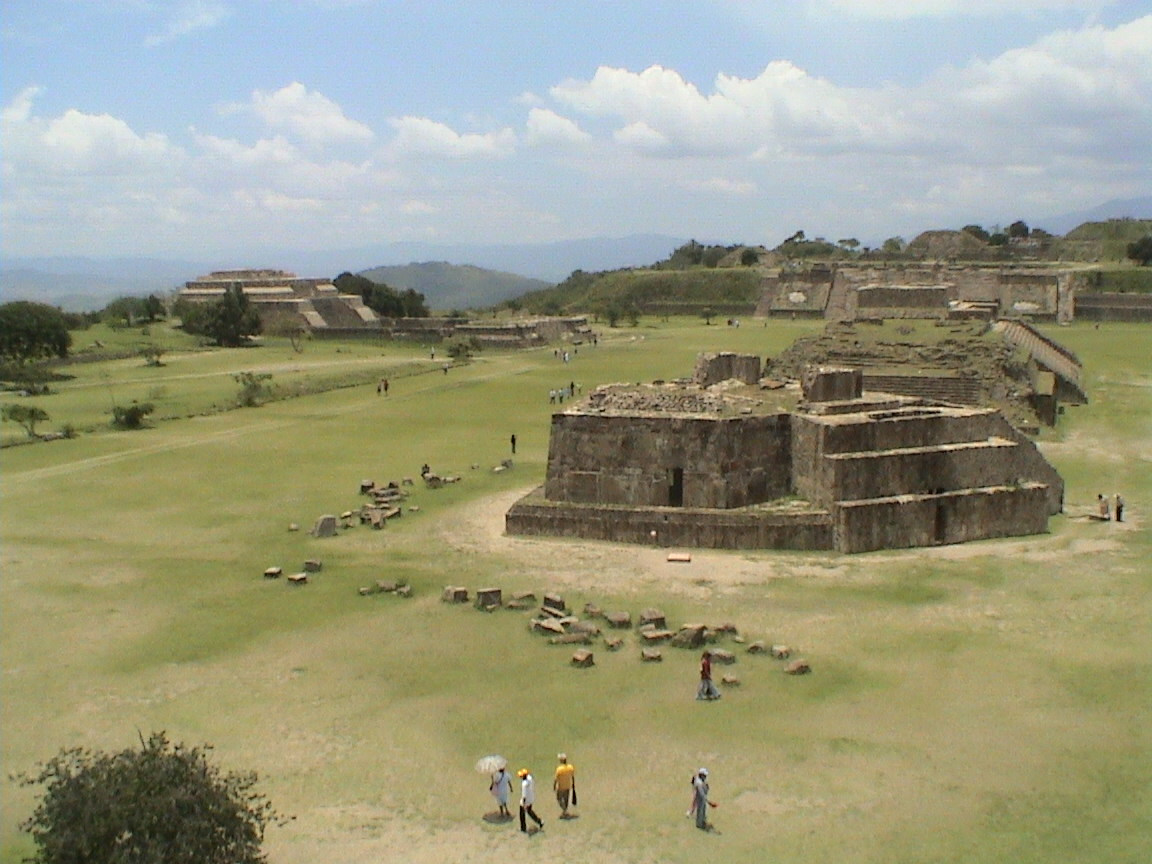
Monte Albán, Oaxaca
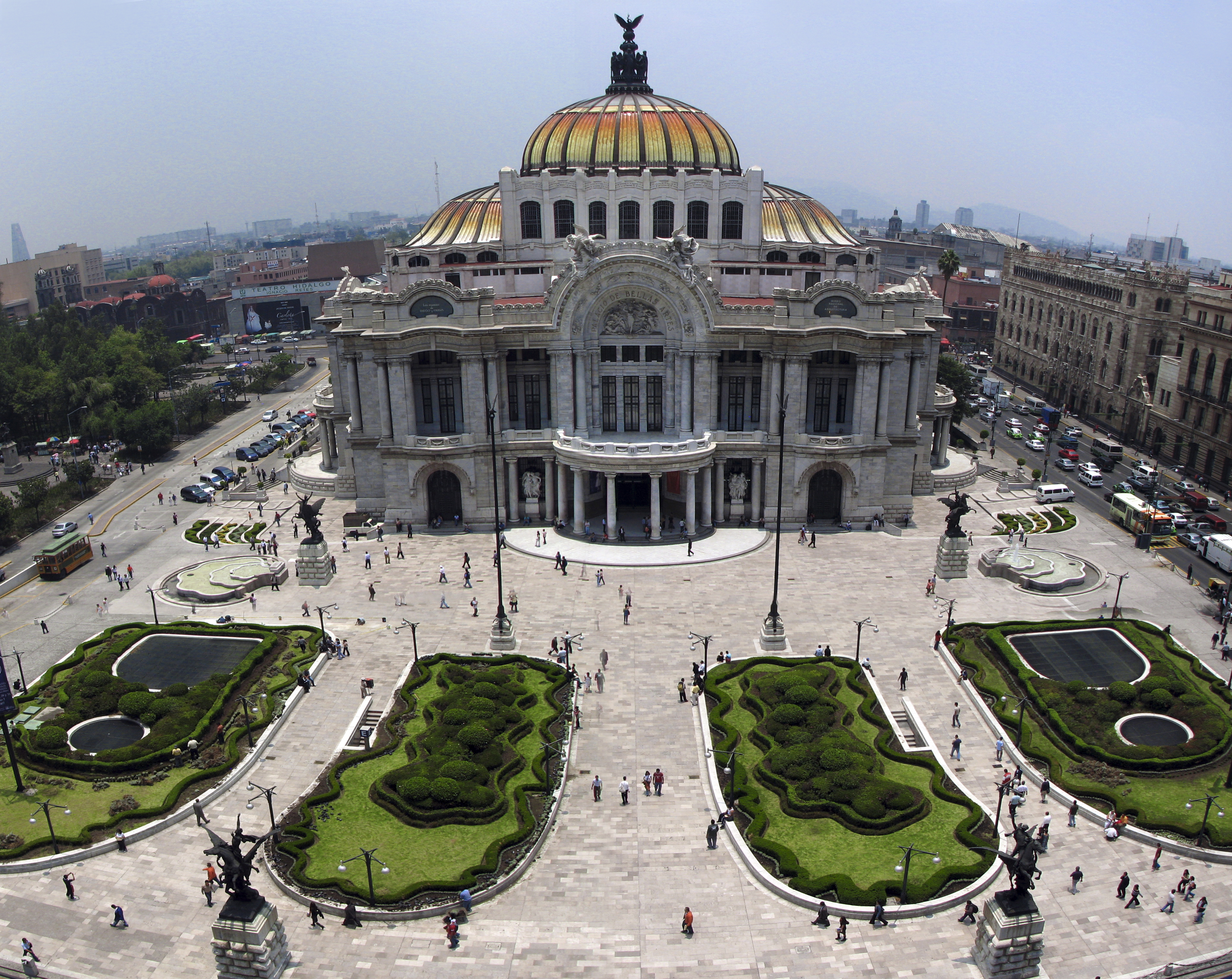
Città del Messico
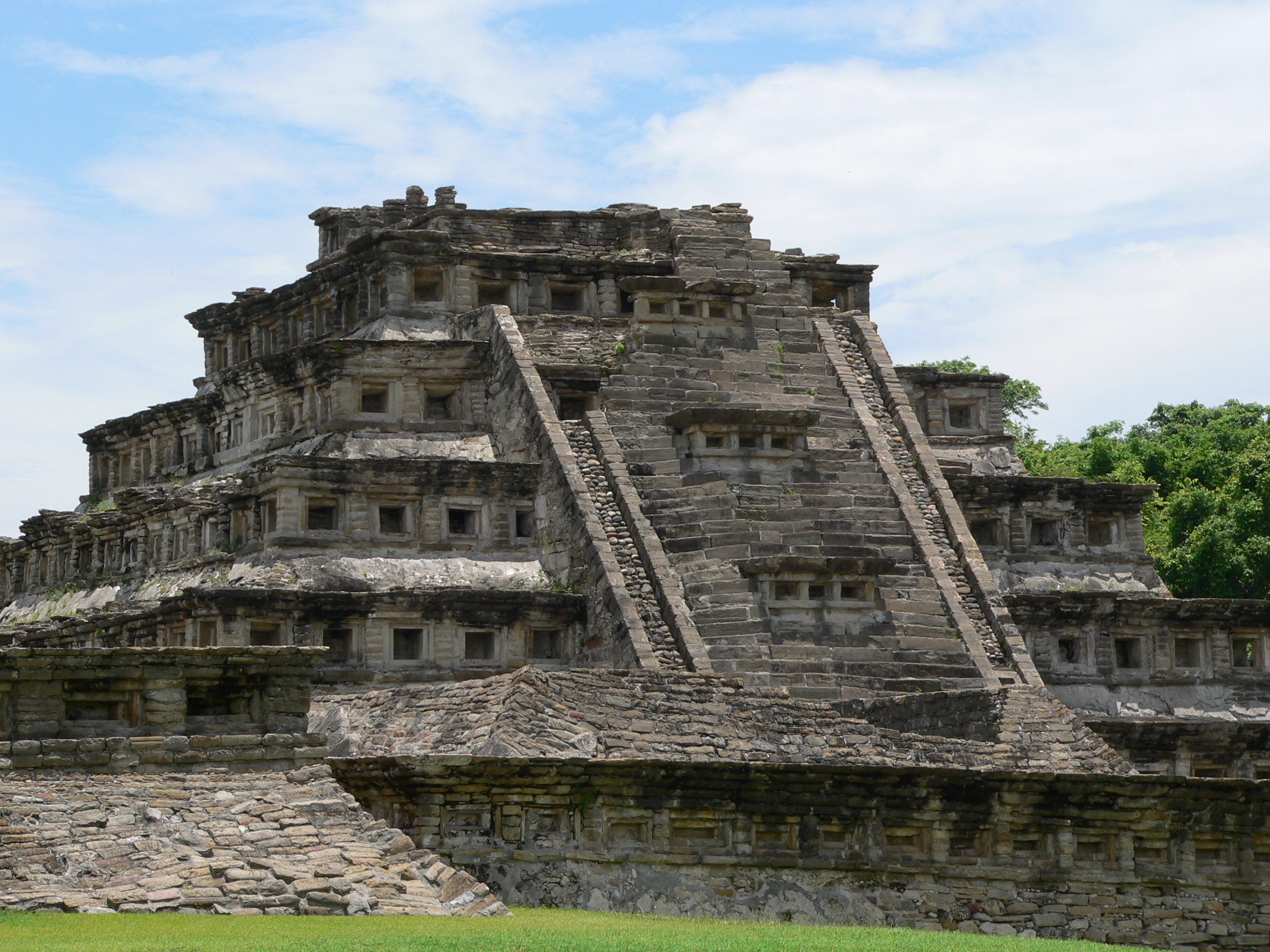
El Tajín, Veracruz
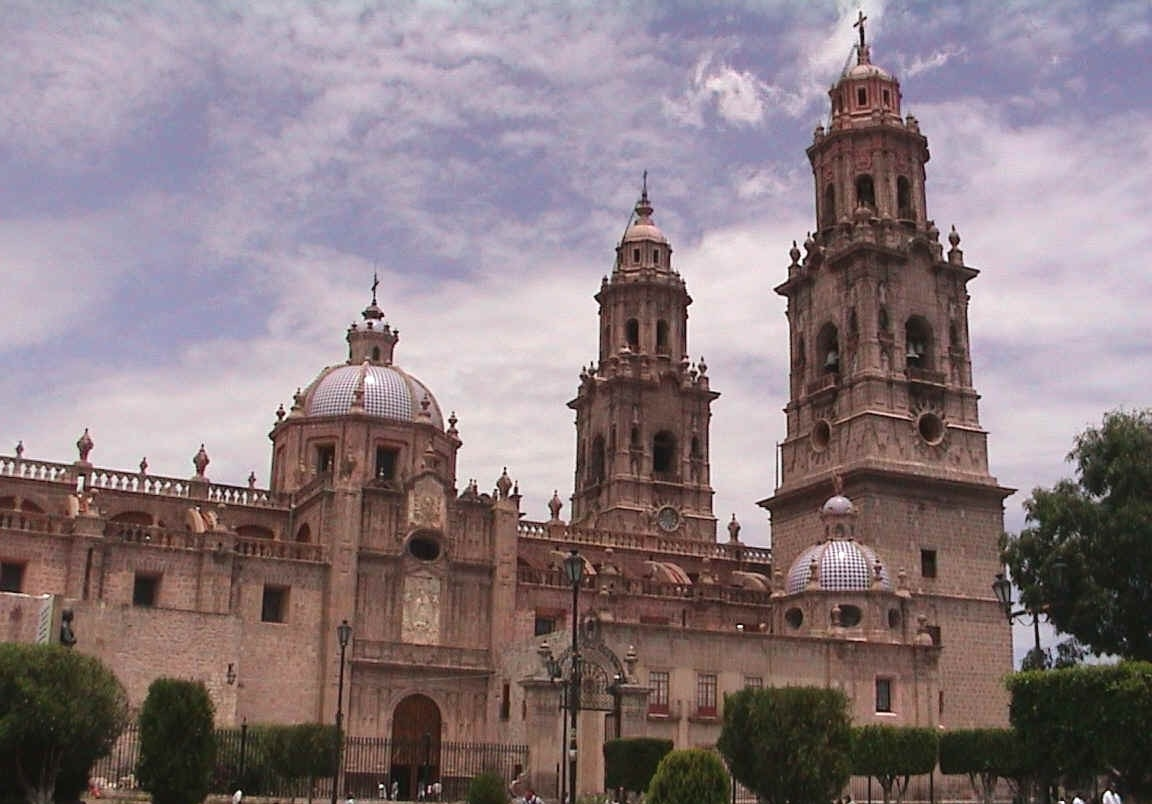
Morelia, Michoacán
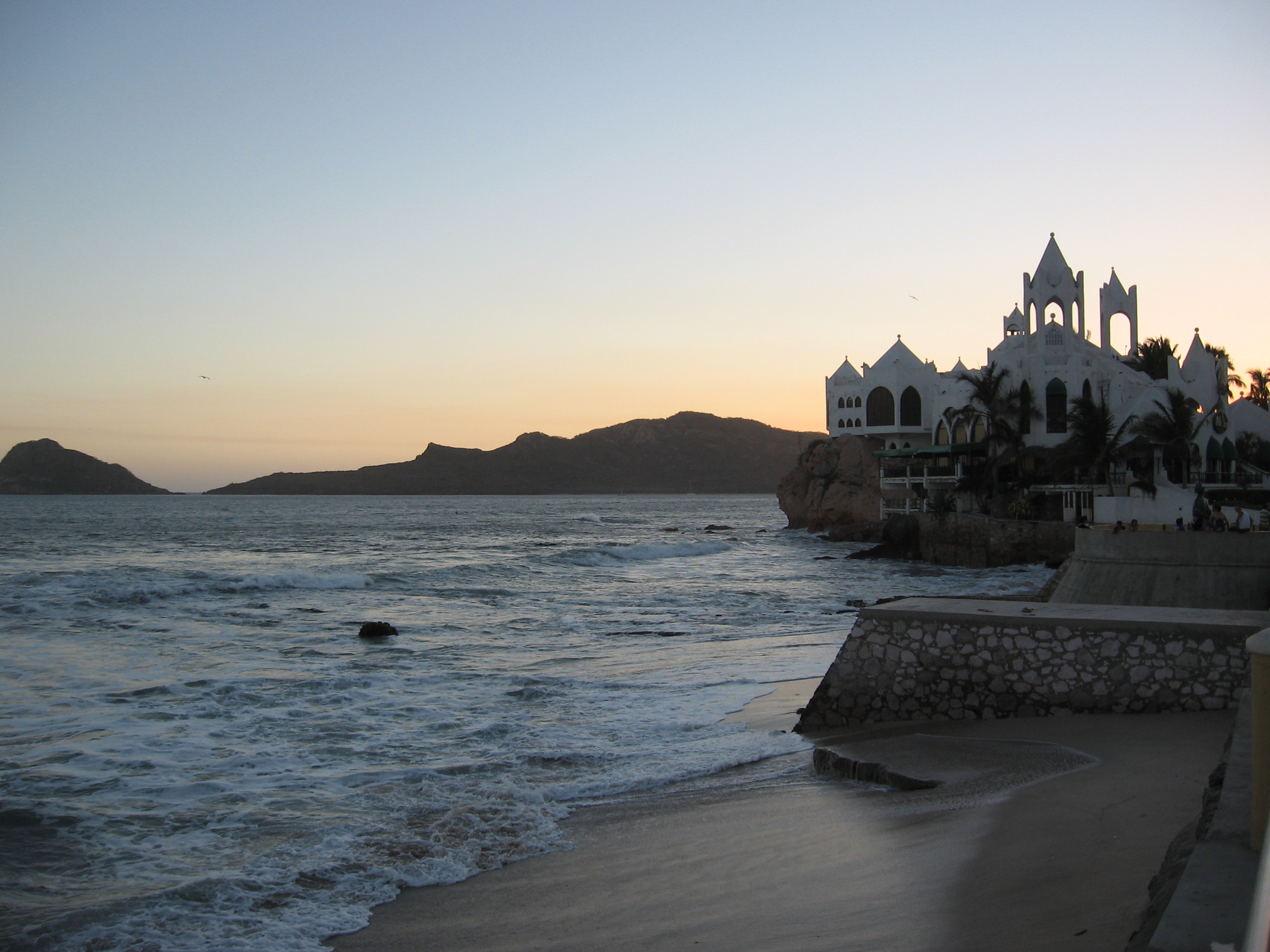
Mazatlán, Sinaloa
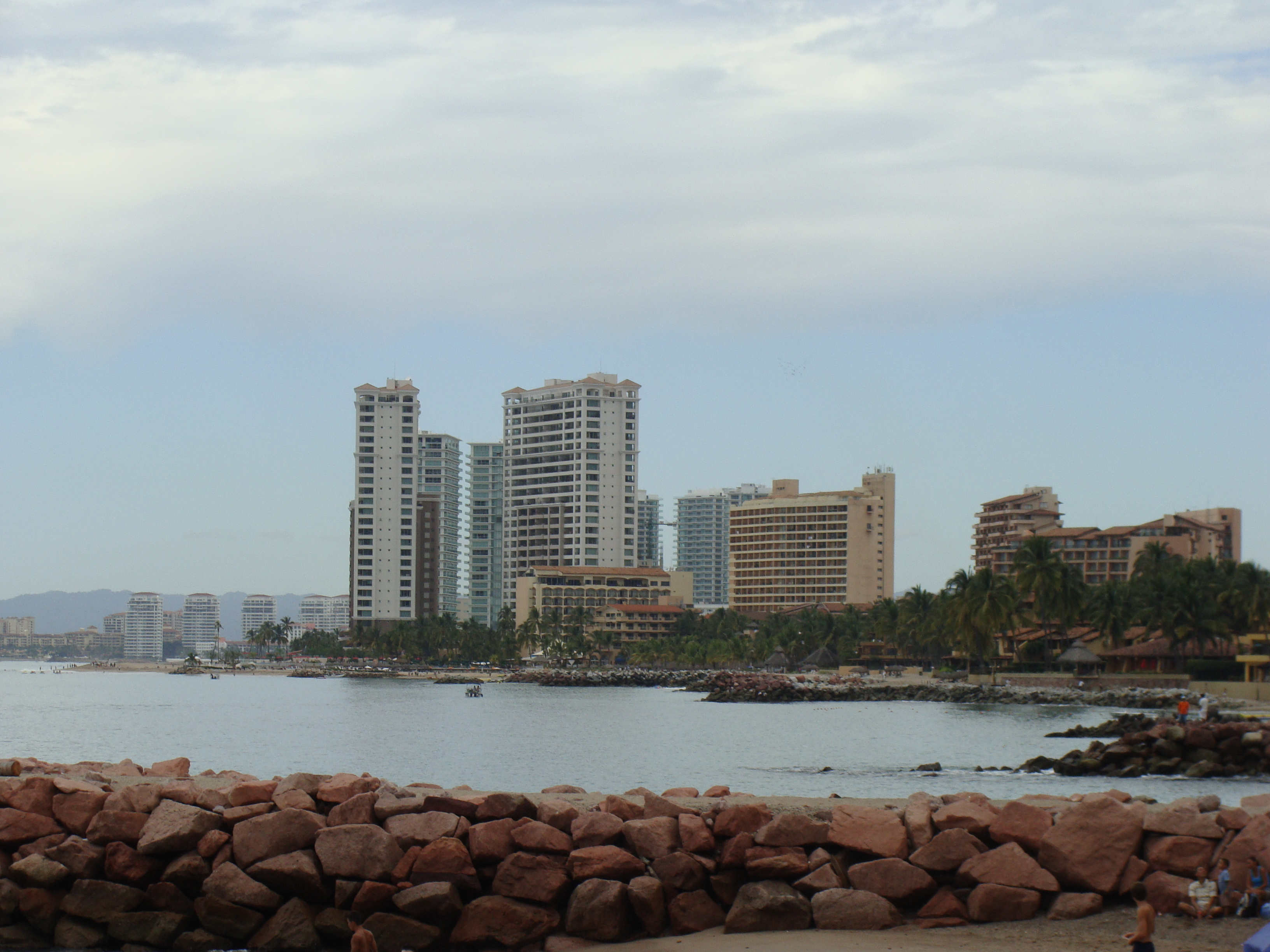
Puerto Vallarta, Jalisco
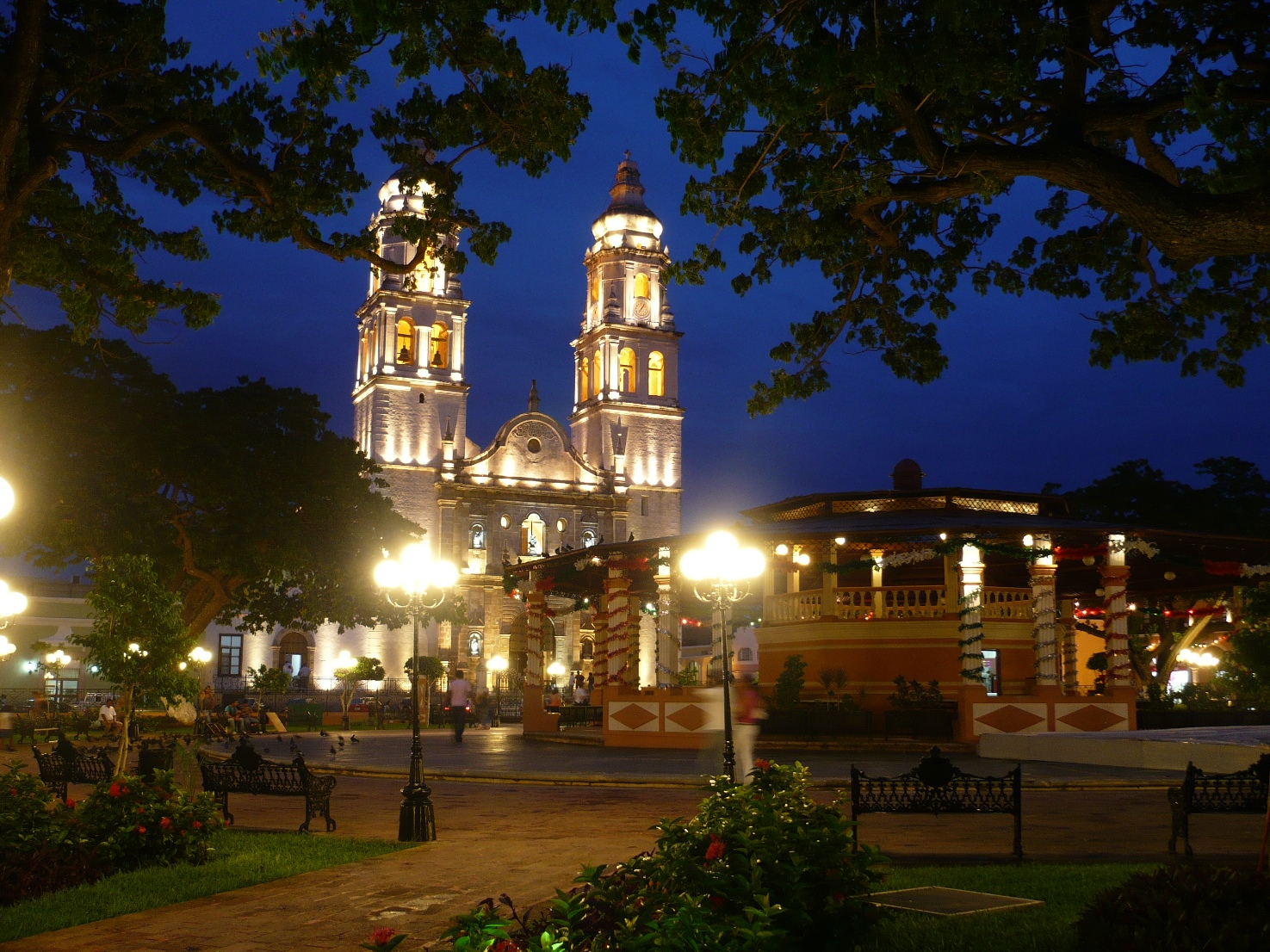
San Francisco de Campeche, Campeche
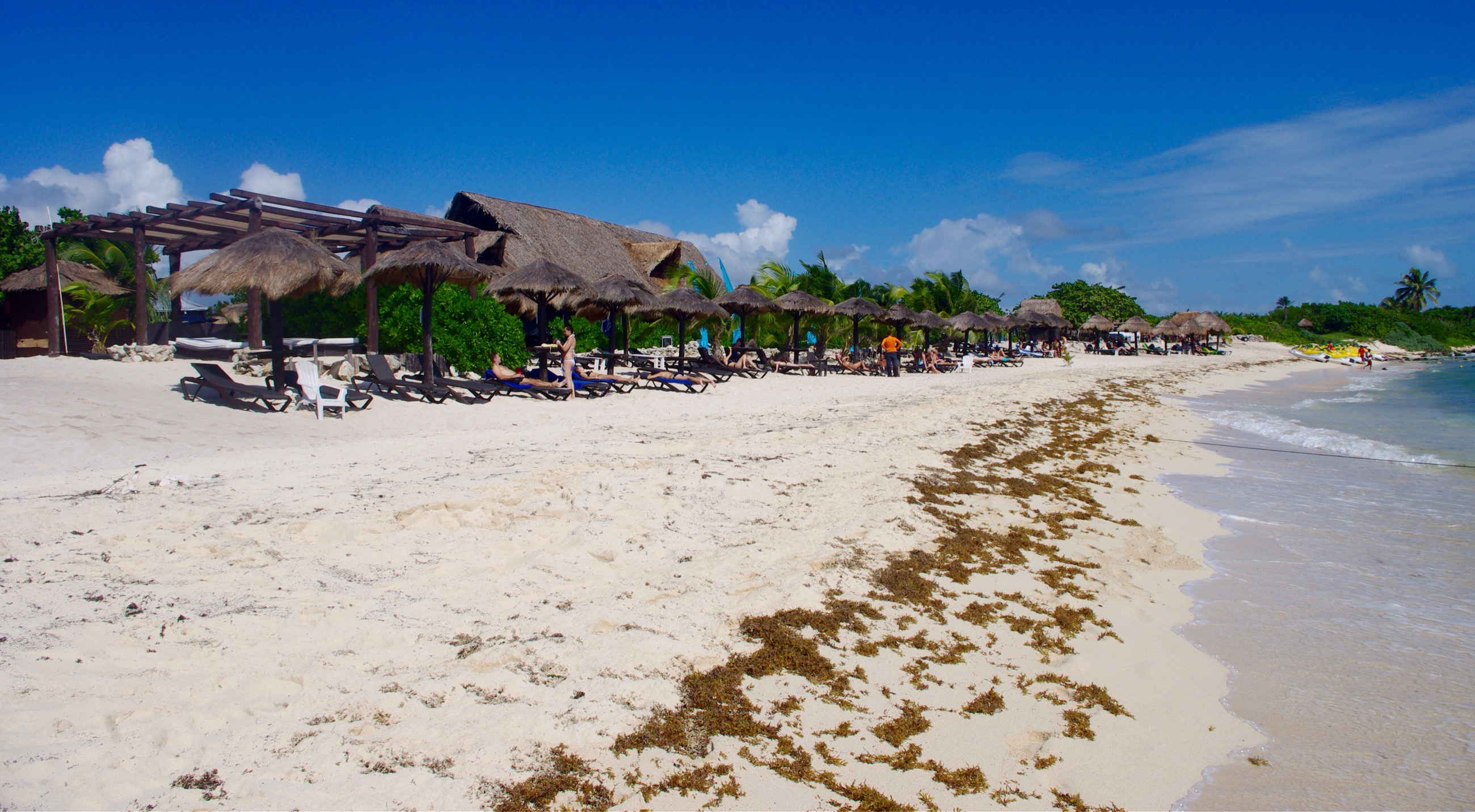
Riviera Maya, Quintana Roo
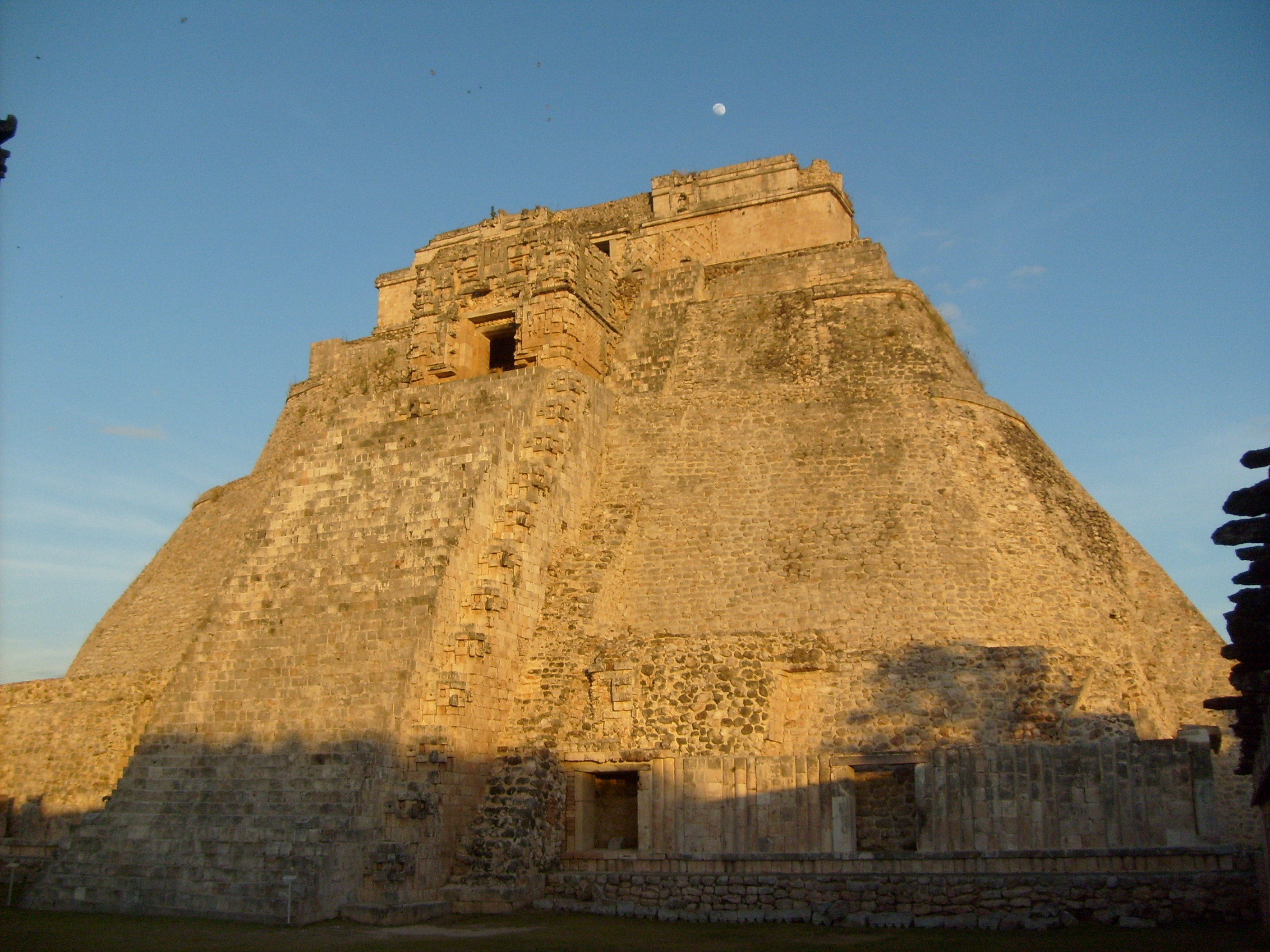
Uxmal, Yucatán

## Ambiente

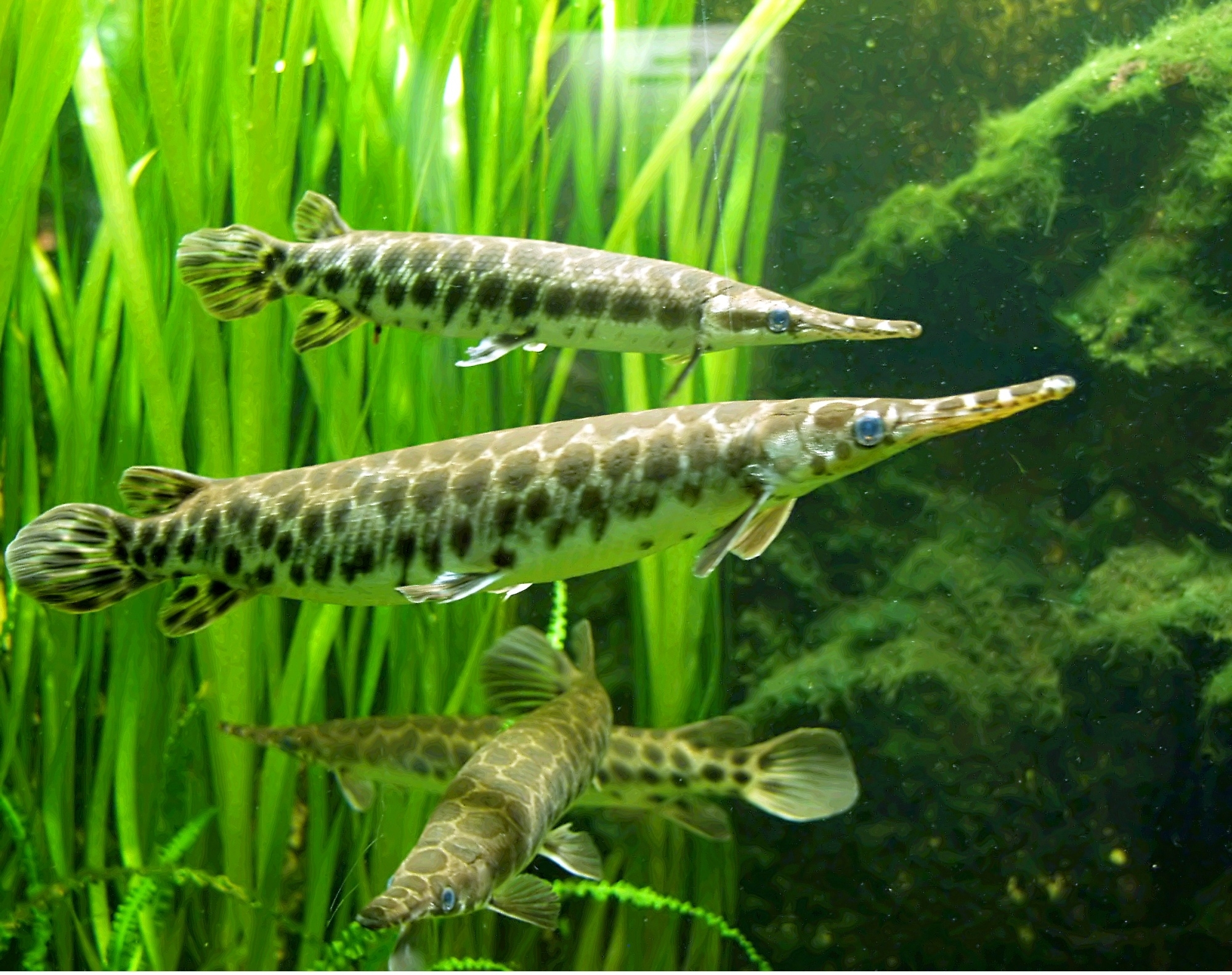
Un Lepisosteus, una delle specie endemiche del Messico

Un giaguaro, mammifero nativo del Messico

Il Messico è uno dei 17 paesi megadiversi del mondo. Con circa 200000 specie differenti, il Messico è la patria di 10-12% della biodiversità globale. È capofila nella biodiversità dei rettili con 707 specie conosciute, al secondo posto con 438 specie di mammiferi, quarto con 290 specie di anfibi e sempre quarto per la propria flora, con 26000 specie diverse. Il Messico è anche considerato il secondo Paese al mondo per gli ecosistemi e il quarto per specie totali. Circa 2500 sono le specie protette dalla legislazione messicana. Il governo messicano creò il Sistema Nazionale di Informazione sulla Biodiversità, incaricato di studiare e promuovere l'utilizzo sostanziale degli ecosistemi. In Messico 170000 km² sono considerati "Aree Naturali Protette". Sono inclusi 34 riserve della biosfera (ecosistemi inalterati), 64 parchi nazionali, 4 monumenti naturali, 26 aree per proteggere la flora e la fauna, 4 zone di protezione naturale e 17 santuari (zone con una ricca diversità delle specie). inoltre ci sono circa 357 sorgenti naturali e circa 200 create dal uomo.

## Narcotraffico
Nel 2006 in Messico c'erano quattro cartelli che controllavano praticamente oltre metà del territorio messicano, con la complicità delle istituzioni, attraverso un accordo tacito denominato "pax mafiosa". Contro il traffico di droga il presidente Felipe Calderón ha lanciato una vasta azione di lotta, che dal 2006 al 2012 ha causato 100000 morti negli scontri tra cartelli della droga, narcotrafficanti e forze di sicurezza (polizia municipale, statale, federale ed esercito).
Il narcotraffico ha fatto diventare il Paese uno dei più violenti al mondo, nonché il più pericoloso per i giornalisti. I cartelli della droga messicani, che hanno interessi finanziari in decine di Paesi, si disputano il controllo del territorio con omicidi "ordinari" ed eccellenti (direttori ed ex direttori di polizia o carceri, magistrati, politici, semplici poliziotti).
Proprio nelle regioni vicino alla frontiera con gli Stati Uniti infuria lo scontro tra due cartelli un tempo alleati: gli omicidi raggiungono il tasso più elevato del mondo a Ciudad Juárez (Stato di Chihuahua) che, come gli altri Stati messicani del Nord, rappresenta una delle aree dove la criminalità organizzata è particolarmente attiva nel gestire il traffico di cocaina verso gli Stati Uniti, primo consumatore mondiale.
Tra le organizzazioni più sanguinarie spiccano i Los Zetas, formati da un nucleo di disertori delle forze speciali messicane. I proventi del narcotraffico hanno portato a una forte corruzione della polizia (soprattutto locale) e dei dirigenti politici, contro cui il Governo messicano lotta con epurazioni e bonifiche. Le carceri non sfuggono a una grave corruzione e talvolta sono di fatto autogestite da detenuti, che vi perpetrano quasi regolarmente massacri ed esecuzioni.
Attualmente l'esercito risulta la forza di contrasto più efficace e credibile nella lotta contro i narcotrafficanti. Di recente la narcomafia messicana è stata classificata nel rating ONU delle mafie mondiali come tra le più potenti dopo quelle italiane.
Jean-François Boyer riporta come nel Messico di Carlos Salinas de Gortari «le privatizzazioni del periodo 1989-1995 [...] abbiano permesso ai narcos, con la complicità dello Stato e dei narcopolitici, di diventare una potenza economica legale».

## Cultura

### Arte

#### Pittura e scultura

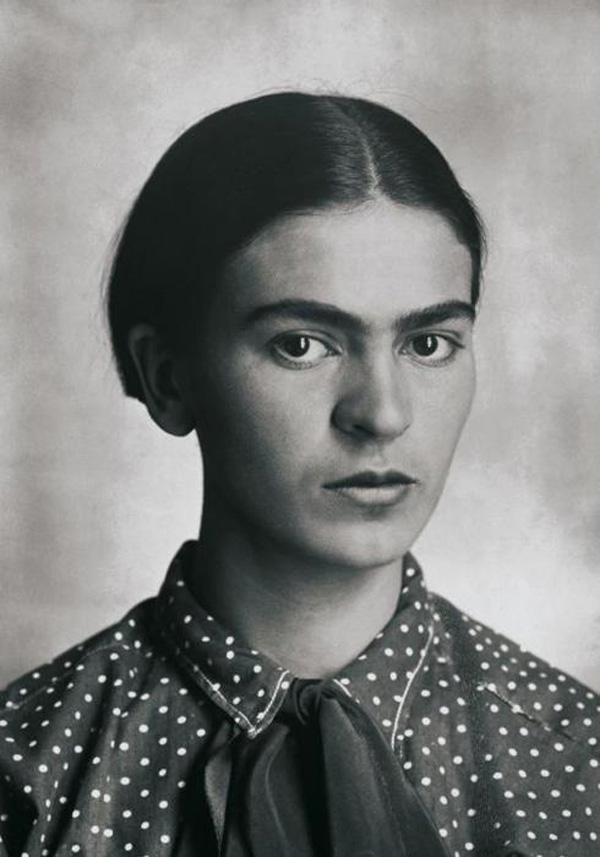
Frida Kahlo, esponente del realismo magico.

Nel campo artistico il Messico ha avuto pittori ma anche muralisti. Agli inizi del XX secolo si afferma il muralismo messicano con i cosiddetti Tre Grandi: Diego Rivera, José Clemente Orozco e David Alfaro Siqueiros. Pittrice celebre, conosciuta in tutto il mondo e grande icona della moda fu Frida Kahlo, moglie di Diego Rivera e esponente del cosiddetto realismo magico. Pittrice del surrealismo fu invece Remedios Varo. Un altro famoso pittore messicano fu Raúl Anguiano. Altro famoso muralista messicano fu il Dr. Atl. E ancora pittore, che allo stesso tempo fu anche scultore, è Francisco Eppens Helguera, ricordato come l'ideatore della bandiera del Messico. Tra i più grandi paesaggisti messicani ricordiamo José María Velasco. Sempre nel campo della pittura possiamo ricordare anche Rufino Tamayo che era anche un bravissimo incisore musicale. Altra pittrice nota, ma anche poetessa, fu Carmen Mondragón che allo stesso tempo fu un'affermata modella: il suo nome è rimasto legato alle famose foto di nudo, estremamente audaci per l'epoca, scattate dal fotografo Edward Weston.

#### Architettura
Nel campo dell'architettura ricordiamo la figura di Mario Pani, nato da famiglia di italo-messicani, è uno dei maggiori rappresentanti del funzionalismo, del Movimento Moderno e del cosiddetto Miracolo messicano, durante il XX secolo. Da ricordare anche la figura di Teodoro González de León, autore dell'Auditorio Nacional.
È da ricordare inoltre la figura di Luis Barragán, tra i più importanti architetti messicani del XX secolo e di Antonio Rivas Mercado, a cui fu affidata la direzione del progetto per la Colonna dell'indipendenza.

#### Patrimoni dell'umanità
Il ricco patrimonio culturale del Messico è testimoniato anche dalla presenza di numerosi siti iscritti nella Lista dei patrimoni dell'umanità dell'UNESCO.

### Musica
Un tipico genere musicale messicano è il Ranchera: tra gli esponenti più autorevoli della musica messicana del XX secolo ricordiamo Vicente Fernández, El Rey de la Cancion Ranchera, José Alfredo Jiménez (1926-1973) e Chavela Vargas, autori di spicco della musica ranchera. Nel XIX secolo spicca il compositore Juventino Rosas. Importante esponente dell'operistica messicana del XIX secolo fu Ángela Peralta. Nel XX secolo si afferma la musica popolare con María Grever.
Importante interprete di canzoni e bolero fu Agustín Lara. Tra le cantanti di genere pop e rock spicca Julieta Venegas; per il pop latino e dance ricordiamo Paulina Rubio, con canzoni di successo internazionale come Y yo sigo aquí (2001).

### Cinema
Anche nella cinematografia il Messico, in particolare nel XX secolo, si affermò in campo internazionale. Tra il 1936 e il 1959, si assiste alla cosiddetta Época de Oro del cine mexicano, con autori come Pedro Infante (1917-1957), che fu anche cantante e vera icona del cinema messicano del XX secolo. Icona in campo femminile dell'Época de Oro fu anche María Félix. E ancora Dolores del Río, attrice del cinema hollywoodiano. Da ricordare anche l'attore Cantinflas (1911-1993), che ricevette il Golden Globe per una parte nel film Il giro del mondo in 80 giorni, del 1956. Attore e sceneggiatore noto fu anche Roberto Gómez Bolaños. Altra importante protagonista del cinema messicano fu l'attrice Katy Jurado (1924-2002), il cui nome è oggi iscritto tra le Celebrità della Hollywood Walk of Fame. Tra i maggiori cineasti del XXI secolo da menzionare Alejandro González Iñárritu (5 premi Oscar) e Alfonso Cuarón, con film pluripremiati come Roma (primo film messicano vincitore, nel 2019, del Premio Oscar al miglior film straniero), e inoltre vincitore di vari premi Oscar, quest'ultimo primo regista messicano nella storia a vincere il Premio Oscar come miglior regista nel 2014..Il primo film messicano candidato per l'Oscar al miglior film straniero fu, nel 1961, Morte in vacanza, diretto dal regista Roberto Gavaldón.

### Produzione letteraria

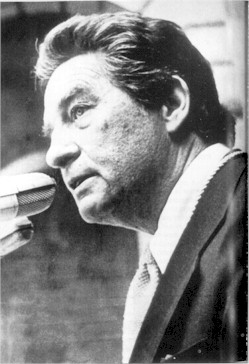
Octavio Paz.

Nel 1600, il Siglo de Oro della letteratura in lingua spagnola, si distinse la figura della religiosa e poetessa Juana Inés de la Cruz, della scuola gongoriana. La letteratura messicana si afferma in particolare nel XX secolo con Ramón López Velarde, considerato spesso poeta nazionale, ma soprattutto con gli scrittori Carlos Fuentes, Alfonso Reyes, Octavio Paz, premio Nobel per la letteratura nel 1990 e anche esponente del surrealismo e Juan Rulfo, tra i maggiori nel panorama letterario del Novecento. Tra gli altri importanti poeti messicani affermatisi nel XX secolo ricordiamo José Emilio Pacheco. Tra le scrittrici va ricordata Nellie Campobello, narratrice della Rivoluzione messicana.

### Scienza
Anche in campo scientifico il Messico si è affermato con personalità di spicco, in particolare durante il XX secolo: tra questi ricordiamo l'astronomo Guillermo Haro (1913-1988), che fece numerose e importanti scoperte concernenti le nebulose planetarie riguardanti il nucleo galattico e contribuì, ancora in ambito astronomico, alla scoperta dei cosiddetti oggetti di Herbig-Haro.

### Tecnologia

#### Il Messico nello spazio
- 17 giugno 1985: viene lanciato Morelos 1, il primo satellite messicano.
- 26 novembre 1985: Rodolfo Neri Vela è il primo messicano ad andare nello spazio.

### Gastronomia
L'importanza, a livello mondiale, della cucina messicana, spesso intensa e ricca di spezie, è stata confermata nel 2010 quando la cucina messicana è entrata a far parte del Patrimonio dell'umanità dell'UNESCO.

## Festività nazionali
| Data         | Nome                          | Significato                                                           |
| ------------ | ----------------------------- | --------------------------------------------------------------------- |
| 5 febbraio   | Día de la Constitución        | promulgazione della Costituzione del Messico, nel 1917                |
| 16 settembre | Grito de Dolores              | Festa nazionale: Dichiarazione di indipendenza dalla Spagna, nel 1810 |
| 20 novembre  | Día de la Revolución Mexicana | celebra la data d'inizio della Rivoluzione messicana, del 1910        |

## Sport

### Calcio
Lo sport più popolare in Messico è il calcio. La Primera División de México è la massima serie del campionato di calcio messicano e la nazionale di calcio ha partecipato ben 17 volte al campionato mondiale. La Nazionale messicana è stata, inoltre, dieci volte Campione nella CONCACAF Gold Cup e l'attuale capocannoniere è Javier Hernández, con ben 50 reti. Ma uno dei più noti calciatori messicani è Hugo Sánchez. E ancora, fra gli altri, ricordiamo Cuauhtémoc Blanco. La Primera División de México ha i tornei di Apertura e Clausura.

### Pugilato
I messicani vantano anche una buona tradizione nel pugilato: specialmente a livello professionale, negli anni la nazione messicana ha regalato a questo sport molti grandi campioni mondiali: tra i più famosi ricordiamo Julio César Chávez, campione del mondo in tre distinte categorie: superpiuma, leggeri e superleggeri.

### Atletica
Per quanto concerne l'atletica leggera ricordiamo, fra gli altri, Ana Guevara, medaglia d'oro nei 400 metri piani ai mondiali di Parigi 2003.

### Giochi olimpici
Il primo oro olimpico per il Messico fu vinto nell'equitazione da Humberto Mariles, ai Giochi olimpici di Londra 1948. Fu vinta invece a Parigi 1900, la prima medaglia olimpica per il Messico: fu la medaglia di bronzo nel torneo di polo vinta da Eustaquio de Escandón, Manuel de Escandón, Pablo de Escandón e Guillermo Hayden Wright. La prima atleta donna a vincere un oro olimpico per il Messico fu invece Soraya Jiménez, nel sollevamento pesi, ai Giochi olimpici di Sydney 2000.

### Altri sport
Di grande importanza nel Paese è la cosiddetta lucha libre, forma di wrestling tipico messicano, dove la particolarità sta nel vedere atleti combattere indossando principalmente una maschera che li rende misteriosi e irriconoscibili. Importanti eventi si svolgono nel centro di Città del Messico nella "Arena Ciudad de Mexico". Altri sport seguiti vanno dal basket al baseball, anch'esso uno degli sport più diffusi in Messico, mentre il campionato di baseball, denominato Liga Mexicana de Béisbol, viene giocato da marzo ad agosto. La nazionale messicana di baseball partecipa regolarmente ai campionati mondiali ottenendo buoni risultati. Nel 2006 la nazionale è stata invitata al World Baseball classic, il mondiale organizzato dalla Major League Baseball piazzandosi nella seconda fase eliminatoria.
Di grande tradizione sono anche la charrería, la palla basca, il rodeo e soprattutto la tauromachia: infatti la Plaza de toros Monumental di Città del Messico è la più grande al mondo.